# トヨタ・セリカ
セリカ（Celica）は、トヨタ自動車が1970年から2006年まで製造・販売していたハードトップおよびクーペ型の乗用車。日本初のスペシャリティカーといえる存在で、斬新なデザインが採用され、北米や欧州にも輸出された。日本国内の取り扱い販売店はトヨタカローラ店。
モータースポーツにおけるベース車両としても用いられ、マカオグランプリ、IMSA、世界ラリー選手権（WRC）、パイクスピーク・ヒルクライム、NASCARなどで長く活躍した。
派生車種が数多く存在しており、登場当時からカリーナとは兄弟車種であったほか、前輪駆動化後はコロナともプラットフォームを共有するようになった。
本項目では以下のモデルについても記述する。
- セリカリフトバック
- セリカクーペ
- セリカコンバーチブル

## 初代 A20/30型（1970年 ‐ 1977年）
通称は「ダルマセリカ」または「ダルマ」。由来は、当時としては珍しく、ボディがだるまのようにふくよかなため。また、スラントノーズのフロント部を正面から見ると、ラップアラウンドタイプのメッキバンパーがダルマのひげ面に見えるからであると言われている。生産台数は41万1,815台。
1970年12月に登場。前年の東京モーターショーに出品されたコンセプトカー・EX-1をベースとしている。登場時のボディタイプは独立したトランクルームを持つ2ドアハードトップクーペのみである。キャッチフレーズは「未来の国からやってきたセリカ」。同時に誕生したファミリーセダン「カリーナ」のシャシーを利用したスペシャリティカー。アメリカで大成功したフォード・マスタングに倣って、好みのエンジン、変速機、内装を自由に選べる“フルチョイスシステム”と呼ばれるシステムを採用。エンジンはT型1.4 L、2T型1.6 L、2T-B型1.6 L ツインキャブ。外装はET、LT、STの三種。内装はベーシック、デラックス、カスタム。変速機は4速フロア、5速フロア、3速ATから選択できた。ただし、ヤマハ製の2T-G型DOHCエンジンを搭載する最上級グレードの「1600GT」はフルチョイスの対象外で専用エンジン、専用内装、専用外装だった。
スポーティな外観から走りのよいGTの人気が高く、特に現在では雑誌などの旧車特集でA20/30型が特集される際は、ほとんどの割合でGTが登場する。
1972年8月のマイナーチェンジではリアコンビランプの方向指示器を独立させたうえにアンバーに変更したツーピースタイプとなる。燃料タンクの位置がトランク床下から後席背後に変更となり、給油口の位置もリアガーニッシュパネル裏（左右尾灯間）からリアピラーに変更された。モータースポーツ用ベース車としてサスペンションを強化、装備を簡略化、タイヤを185/70-13ラジアルを標準装備とした1600GTV（VはVICTORY=勝利の意味）を追加した。
1973年4月には、前年のモーターショーに出品されたコンセプトカー「SV-1」を元にテールゲート（バックドア）を備えた3ドアリフトバック（LB）が登場している。LBの燃料タンク位置は、初期のクーペと同じトランク床下であるため給油口はリアの中央ガーニッシュパネル裏にあり、エンブレムを引いて蓋を開ける。従来からのクーペには2.0 L（18R型）エンジン搭載車を追加。LBでは1.6 L OHV/1.6 L DOHC/2.0 L SOHC/2.0 L DOHCの計4機種のエンジンが設定され、とりわけ高性能版の2.0 L DOHCを積んだLB2000GTの人気が高かったが、カタログ性能はともかくエンジン・ミッションが重くフケ上がりも鈍く、スポーティさ、軽快さでは1600GTに軍配が上がった。また2,000㏄EFI登載車はGTに負けない走りをした。
1974年1月のマイナーチェンジで、クーペのフロントノーズのデザインがエンジンフードの長いLBのものに統一される。クーペに2000GT追加。1600GTのホイールキャップが廃止された。
1975年10月には昭和50年排出ガス規制への対策に伴い、兄弟車カリーナとともに、シリーズ全体のマイナーチェンジを実施。このとき、主として排ガス対策機器を納めるため、ボディサイズは全長25 mm、全幅10 mm、ホイールベース70 mm、フロントトレッド50 mmとそれぞれ拡大され、室内は従来のイメージを残しつつ、ダッシュボードが大きく変更された。またLBのテールランプは縦型5連→縦型3連に、一部グレードには衝撃吸収バンパーが設定されている。その一方で1400 OHVモデルや1600 DOHCモデルは廃止された。
1976年には2.0 L DOHC搭載モデルが昭和51年度排出ガス規制適合車となる。
モデル末期の1977年には特別仕様車として、「ブラックセリカ」が登場した。なお、最終型の時点で型式がA30型に統一されている。

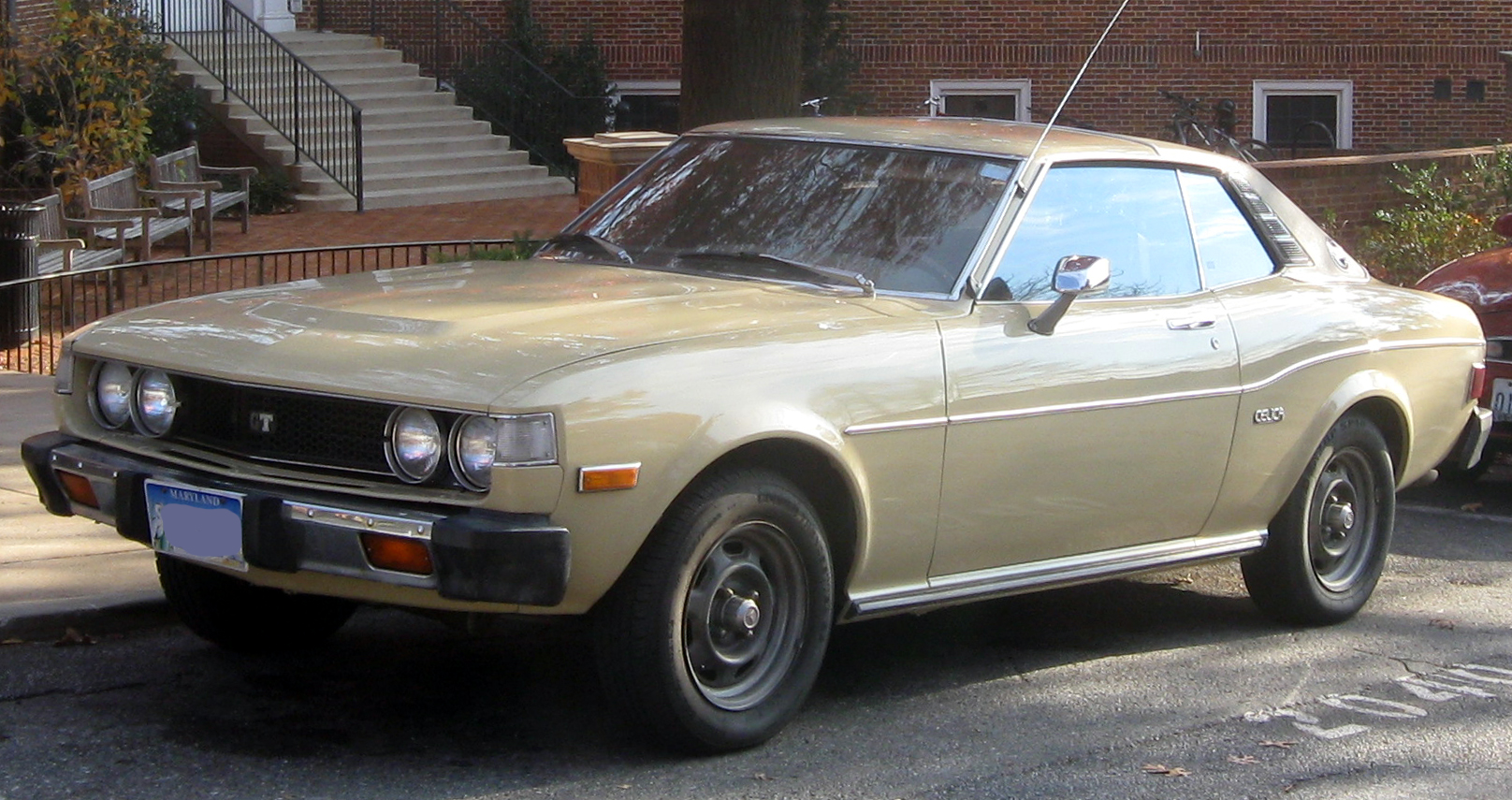
クーペ2200GT, USA
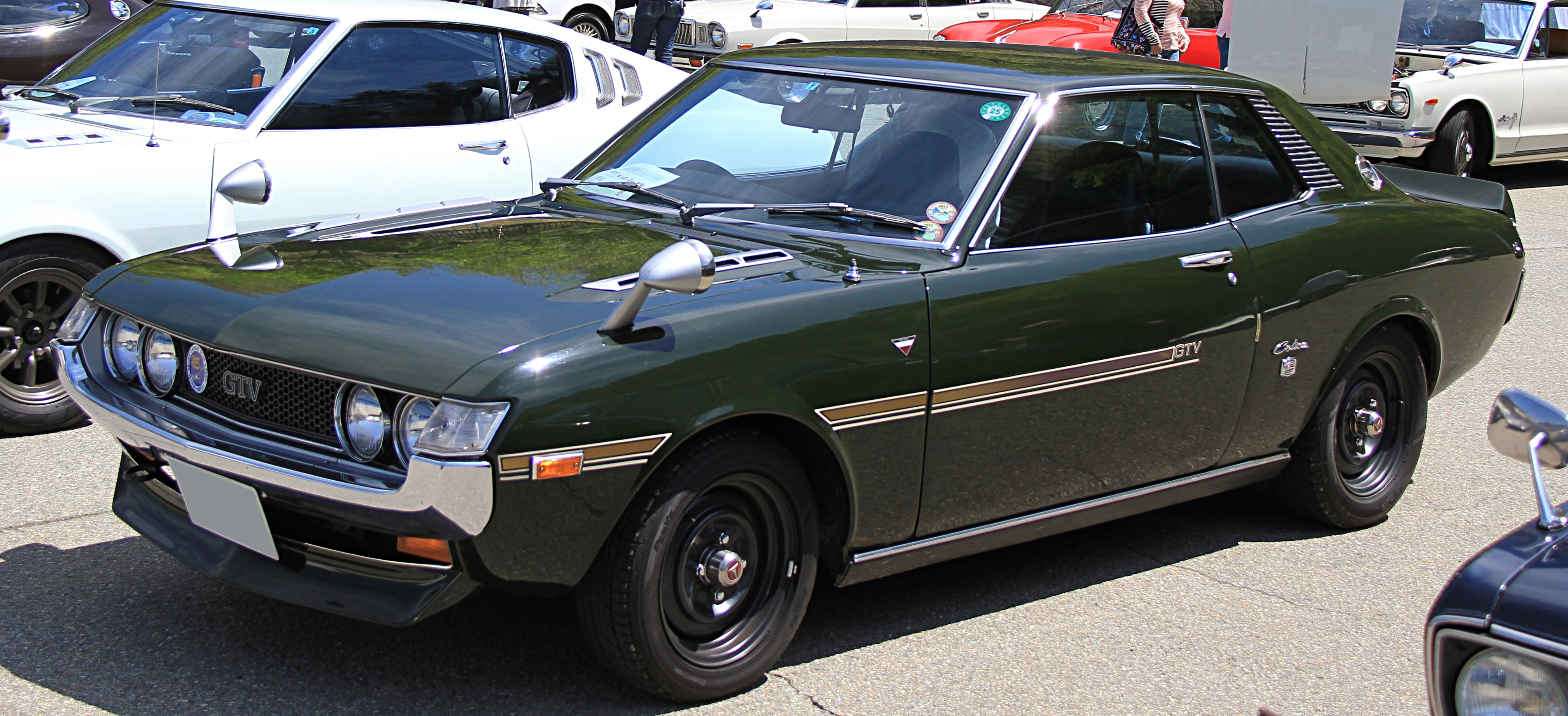
クーペ1600GTV（1973年式、フロント）
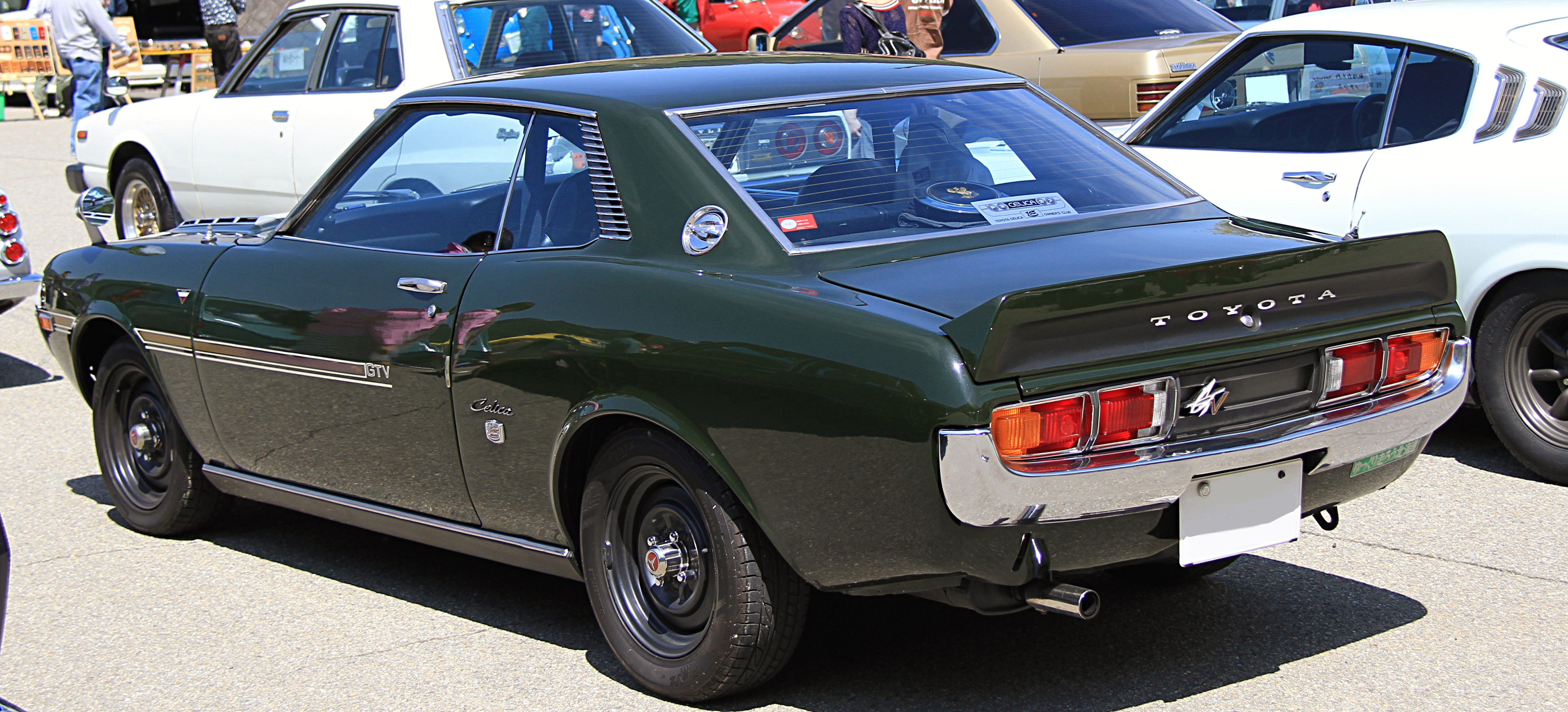
クーペ1600GTV（1973年式、リア）
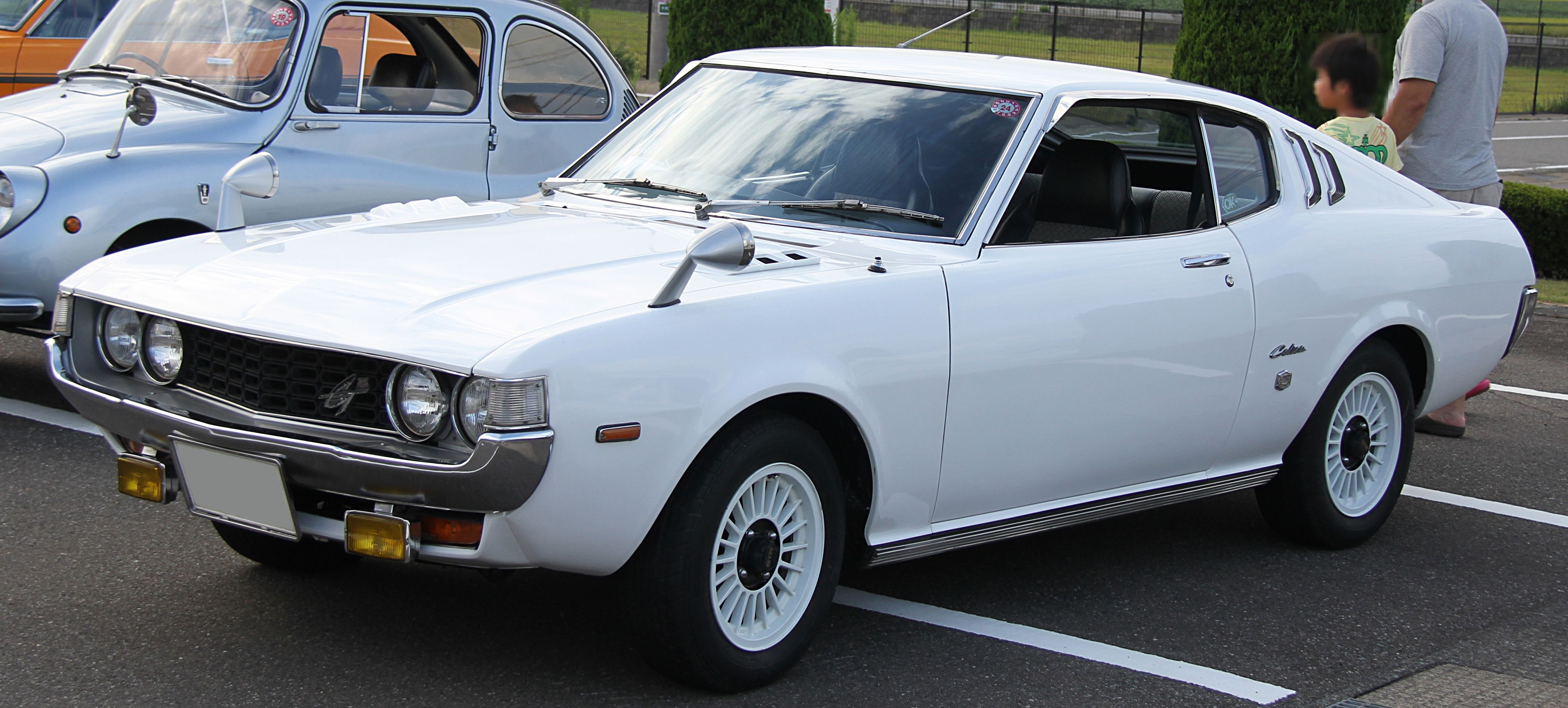
リフトバック2000GT（1973年式、フロント）
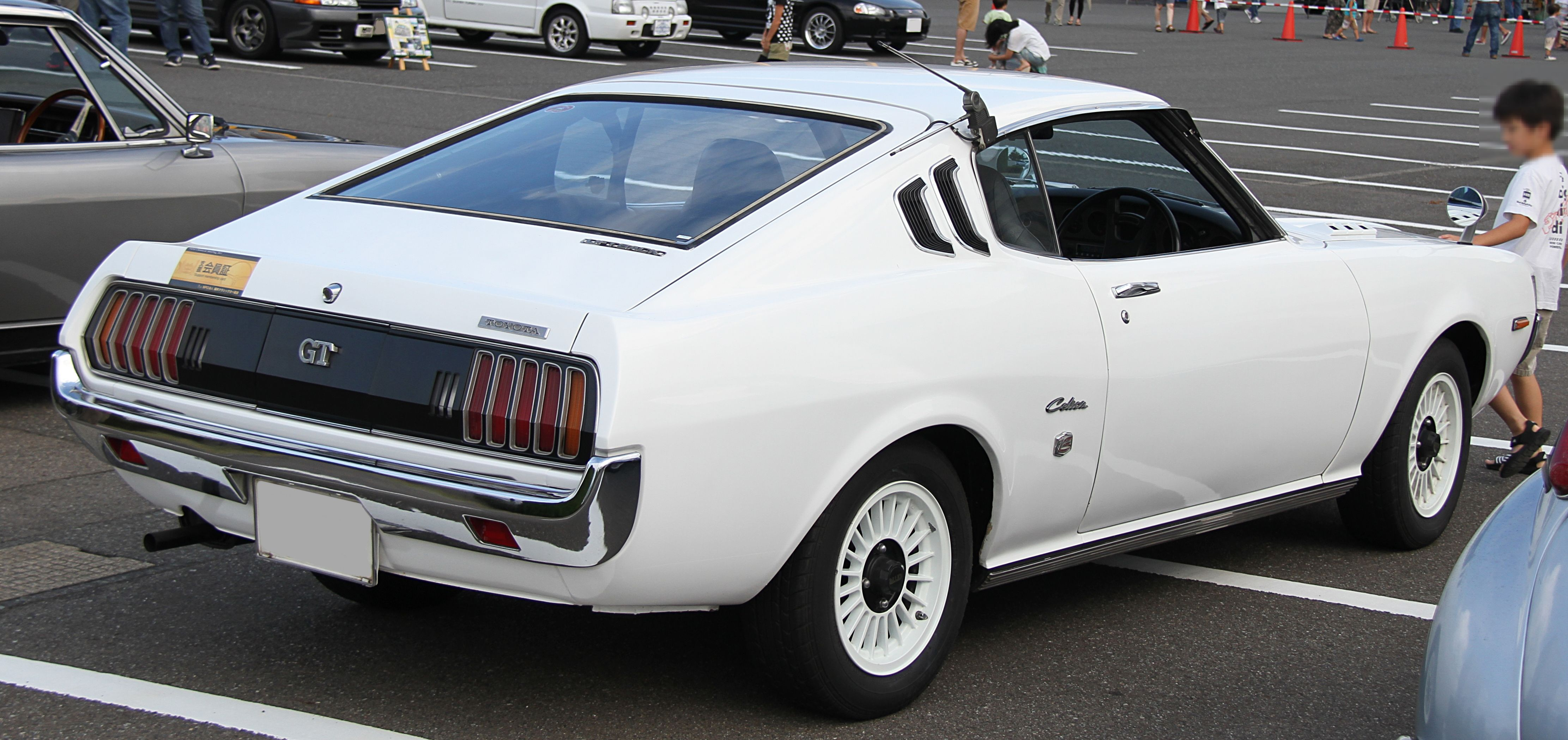
リフトバック2000GT（1973年式、フロント）
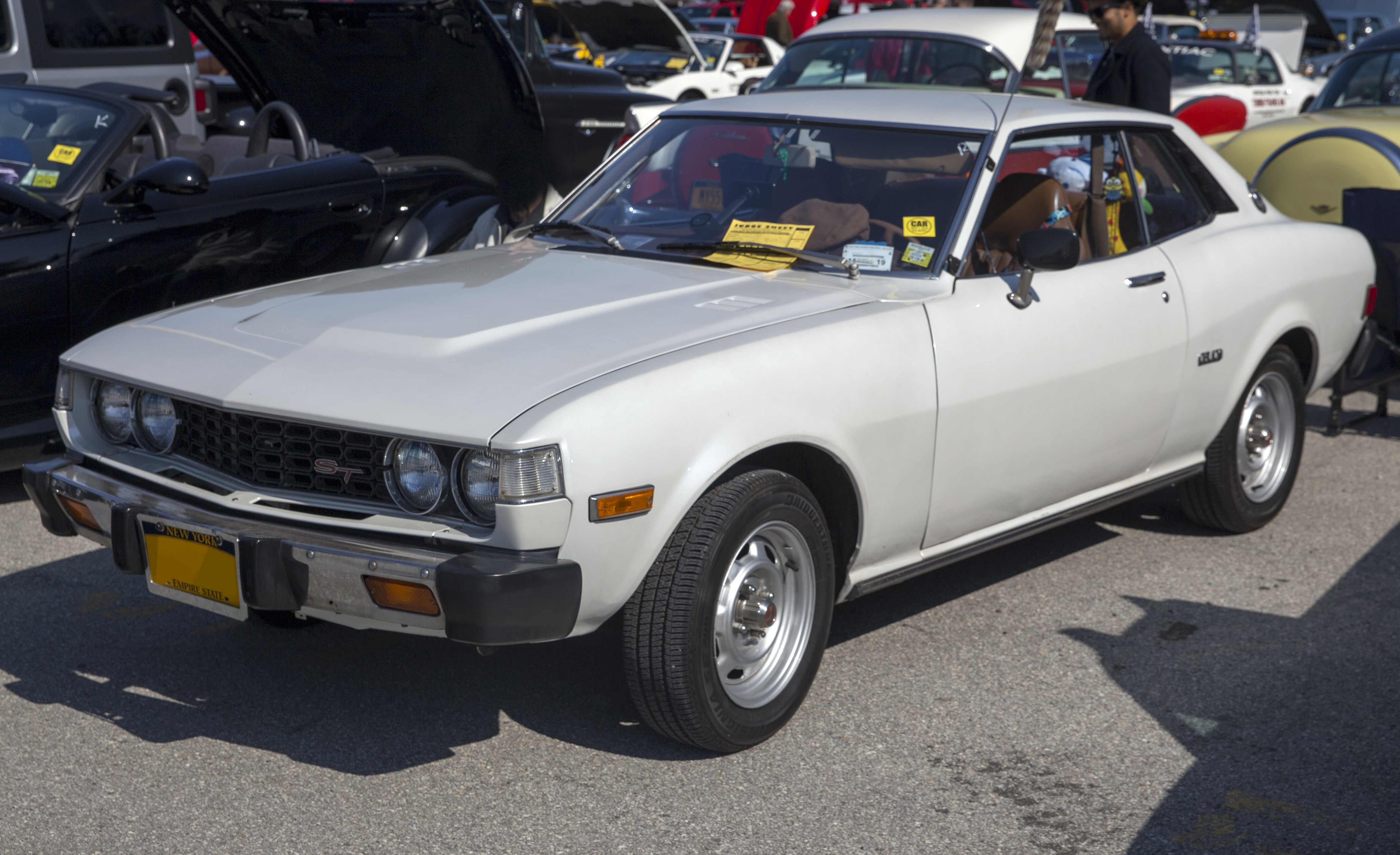
クーペ1600ST（1977年式、フロント）
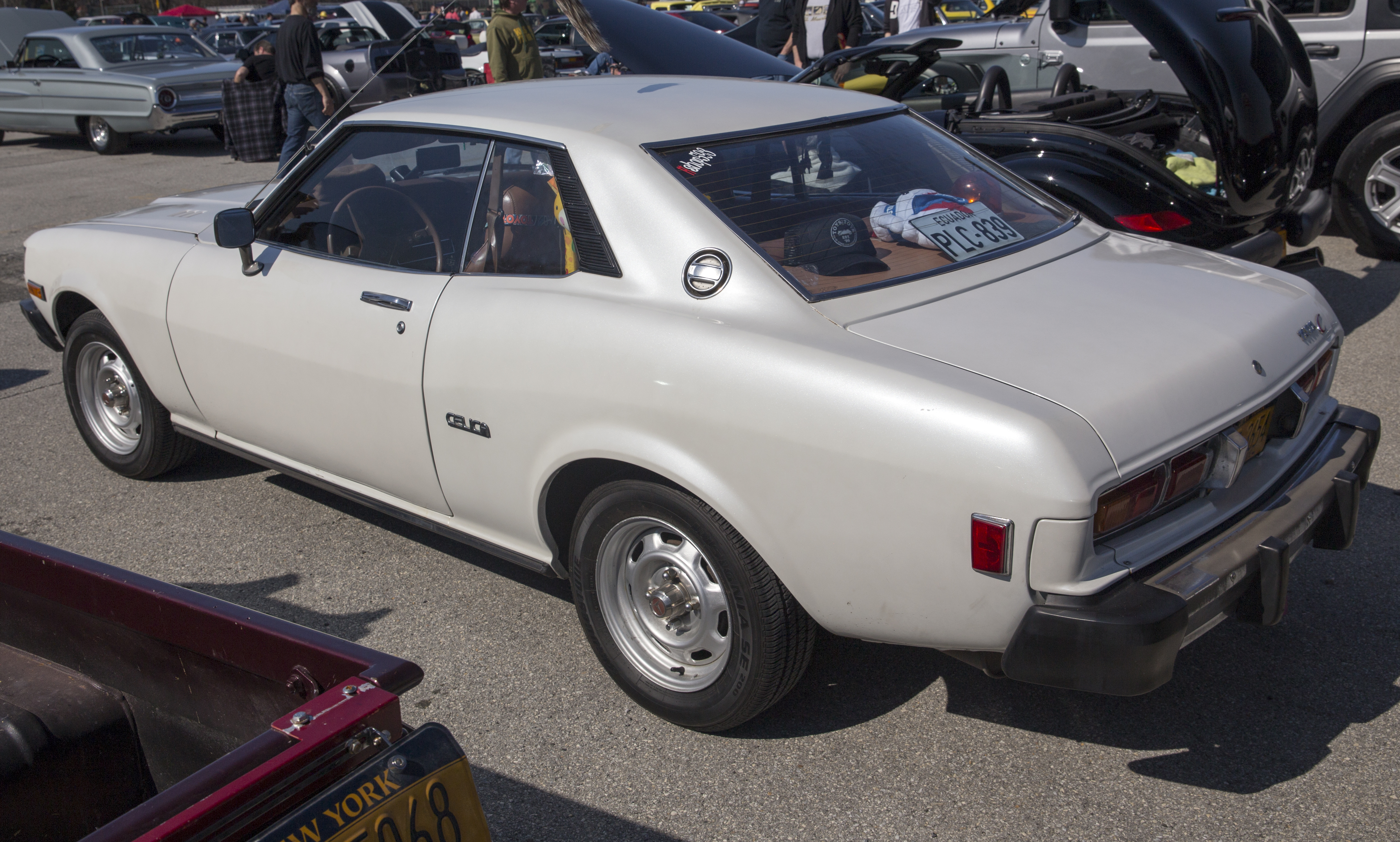
クーペ1600ST（1977年式、リア）

## 2代目 A40/50型（1977年 ‐ 1981年）
1977年8月、2代目にフルモデルチェンジ。先代と同じくプラットフォームはカリーナと共通。ドアは先代と同じサッシュレスタイプで、センターピラー付のボディ構造となる。この代よりトヨタアメリカ(TMS)のデザインオフィスである、キャルティデザインリサーチ(CALTY)がスタイリングを担当。空力重視のスタイリングであり、日本初の三次元曲面サイドガラスが採用された。
当初の搭載エンジンのラインアップは1.6 Lの2T-U型（OHV・シングルキャブ）、および12T-U型（OHV・シングルキャブ）、2T-GEU型（DOHC・EFI）、1.8 Lの3T-U型（OHV・シングルキャブ）、2.0 Lの18R-U型（SOHC・シングルキャブ）、および18R-GU型（DOHC・ツインキャブ）の計6種類が用意されていた。
1977年11月、1.8 LモデルのMT車用のエンジンが3T-U型から昭和53年排出ガス規制適合の13T-U型（OHV・シングルキャブ）に差し替えとなる。
1978年3月には、リフトバック（のちにクーペにも追加）にサンルーフ付き（日本車初/手動）を加え、翌4月には米国市場での対DATSUN 280Zを主眼にした、上級モデルのセリカXX（MA40型）が登場する。
1978年5月、1600GTを除く1.6 Lモデルに3速AT車が追加される。同時に1.8 Lモデルの3速AT車用のエンジンが3T-U型から13T-U型に差し替えとなる。1600GTに搭載される2T-GEU型エンジンが昭和53年排出ガス規制適合。110 PSから115 PSに出力が向上。これに伴い、GT系グレードに標準装備されていた衝撃吸収ウレタンバンバーがGT系グレード以外の全グレードでメーカーオプション扱いで設定される。
1978年9月、一部改良。1.8 Lの3T-EU型エンジン（OHV・EFI）搭載の1800ST-EFI、1800XT-EFIが追加。当初は5MTのみの設定。昭和53年排出ガス規制適合。同時に、2000GTの18R-GU型エンジンのEFI化（18R-GEU型）により、昭和53年排出ガス規制適合。また、18R-U型エンジンも21R-U型（SOHC・シングルキャブ）に変更、昭和53年排出ガス規制適合。全グレードが昭和53年排出ガス規制に対応完了。これに伴いリヤオーナメント（リヤエンブレム）が「TOYOTA」から「TOYOTA CELICA」に変更となる。
1979年8月、マイナーチェンジ。フロントグリルが変更され、ヘッドライトが角型4灯になる。他の変更点は外観ではセンターピラー・リアコンビネーションランプなど。このマイナーチェンジでは「名ばかりのGT達は、道を開ける」という文言のキャッチコピーが用いられたが、これはDOHCエンジンを設定していたセリカに対し、SOHCエンジンを搭載していた日産・スカイライン（C210型・通称ジャパン）を挑発したものであった。
1980年1月、4ドアセダンのセリカカムリが登場。こちらはカリーナの姉妹車である。
1980年8月、GT系リフトバックのみリアサスペンションがこれまでの4リンクコイルリジッド式から、セリカXX同様、セミトレーリングアーム式サスペンションに変更。リフトバックのみ変更。セミトレーリングアーム車はA50系。セミトレーリングアームのみホイールも14インチに拡大された。また、21R-U型エンジン搭載車のATがこれまでの3速ATから4速ATに変更される。
販売終了前月までの国内新車登録台数の累計はXXを含めて13万7,165台。

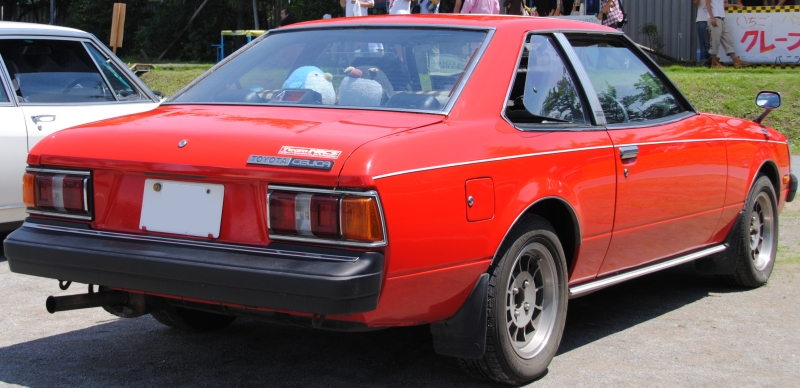
クーペ後期型リア
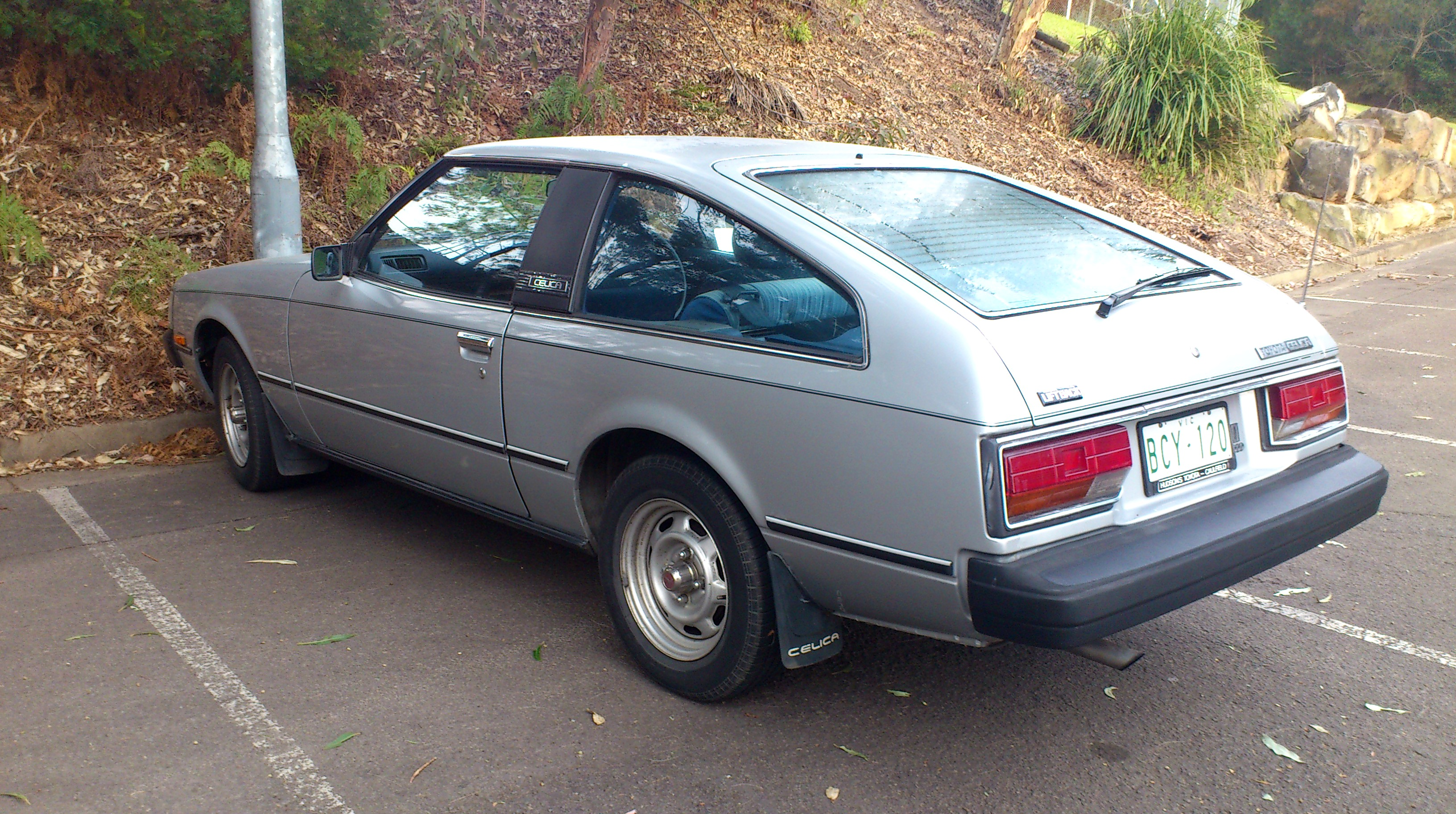
リフトバック後期型リア

## 3代目 A60型（1981年 ‐ 1985年）
1981年7月にモデルチェンジ。車台はカリーナやコロナと共通。先代より一層スペシャルティカーの要素を強めて登場した。キャッチコピーは「世界、新CELICA」。ソアラが誕生したことにより、こちらはXXシリーズ（GA60/MA60型）も含めて、ターゲットを従来より若い世代へシフトしている。直線的なラインで鋭いウェッジシェイプを描く4気筒系ボディ（ショートノーズ・ショートホイールベース）は先代同様にリフトバック（LB）とクーペの2種類。エンジンは1.6 L・DOHC・EFI（2T-GEU）、1.8 L・SOHC・シングルキャブレター（1S-U）、1.8 L・OHV・EFI（3T-EU）、2.0 L・DOHC・EFI（18R-GEU）の計4種類となる。
登場当初は4気筒系ボディ全車に日本車初となるライズアップ（ポップアップ）式ヘッドランプが採用されていたが、1983年のマイナーチェンジでリトラクタブル式ヘッドランプ（通称ブラックマスク）に変更となる。このモデルは2010年現在、日本車として唯一のポップアップ式ヘッドランプの採用例となっている。
1982年9月、2.0 L DOHCに代わって1.8 L ツインカムターボ（3T-GTEU）GT-T系が追加された。ときを同じくして姉妹車種のコロナ・カリーナにも同名のグレードが追加設定された。1982年10月にはWRC・グループBホモロゲーション用のGT-TSが200台販売された。
1982年まではRA63型（最高出力240 PS）にて参戦していたWRCは、1983年からは日本初のツインカムターボエンジンである3T-GTEUを拡大した4T-GTEUをさらに2.09 Lまでボアアップし、370 PSを搾り出すTA64型にてWRCに参戦。1984年から1986年まで、モンスターマシンが顔をそろえるグループB時代のサファリラリーで3連覇を飾った。
1983年8月のマイナーチェンジではドアミラーの標準装備。GT系に60扁平タイヤを採用。1.6 L DOHCのエンジンが2T-GEUから4A-GEUに変更。これに伴い1.8 L OHV EFIの3T-EUが廃止された。
なお、このモデルは2代目セリカXXとほぼ同時期に発売されたため、セリカXXの人気の影に隠れるかたちとなってしまった。そのため、セリカとしてはマイナーなモデルとなっている。
TA61型をベースにしたコンバーチブルが北米市場向けに生産されており、1985年に貿易摩擦解消のため、当時の日本の保安基準をパスする改良が施されたうえで9台限定（RA65L/2.4 L/オーバーフェンダー、当時595万円）で日本でも販売されている。ボディカラーはホワイト、ブラック、レッドの各3種で、それぞれ3台だった。
販売終了前月までの新車登録台数の累計は15万1,297台。

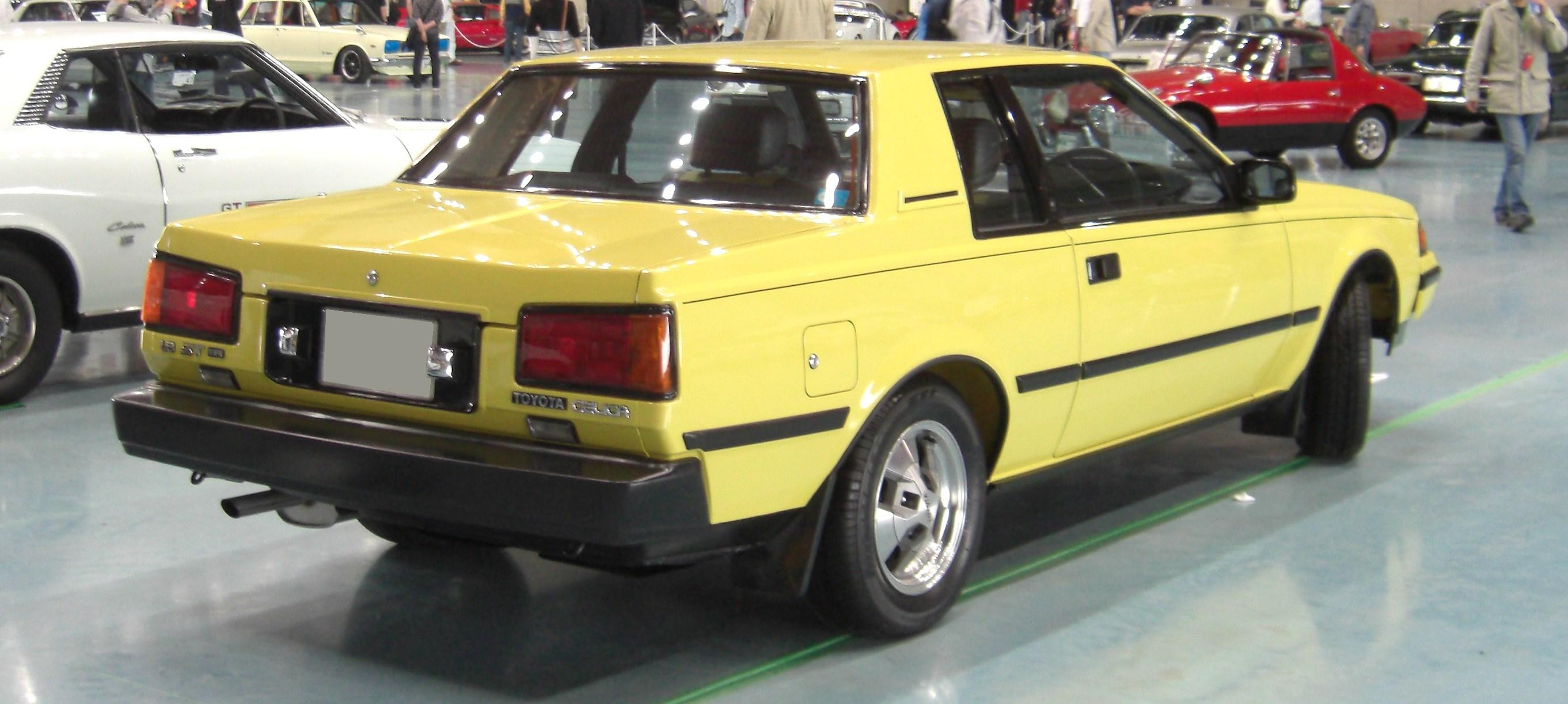
クーペ 1.8 ST EFI（前期型）リア
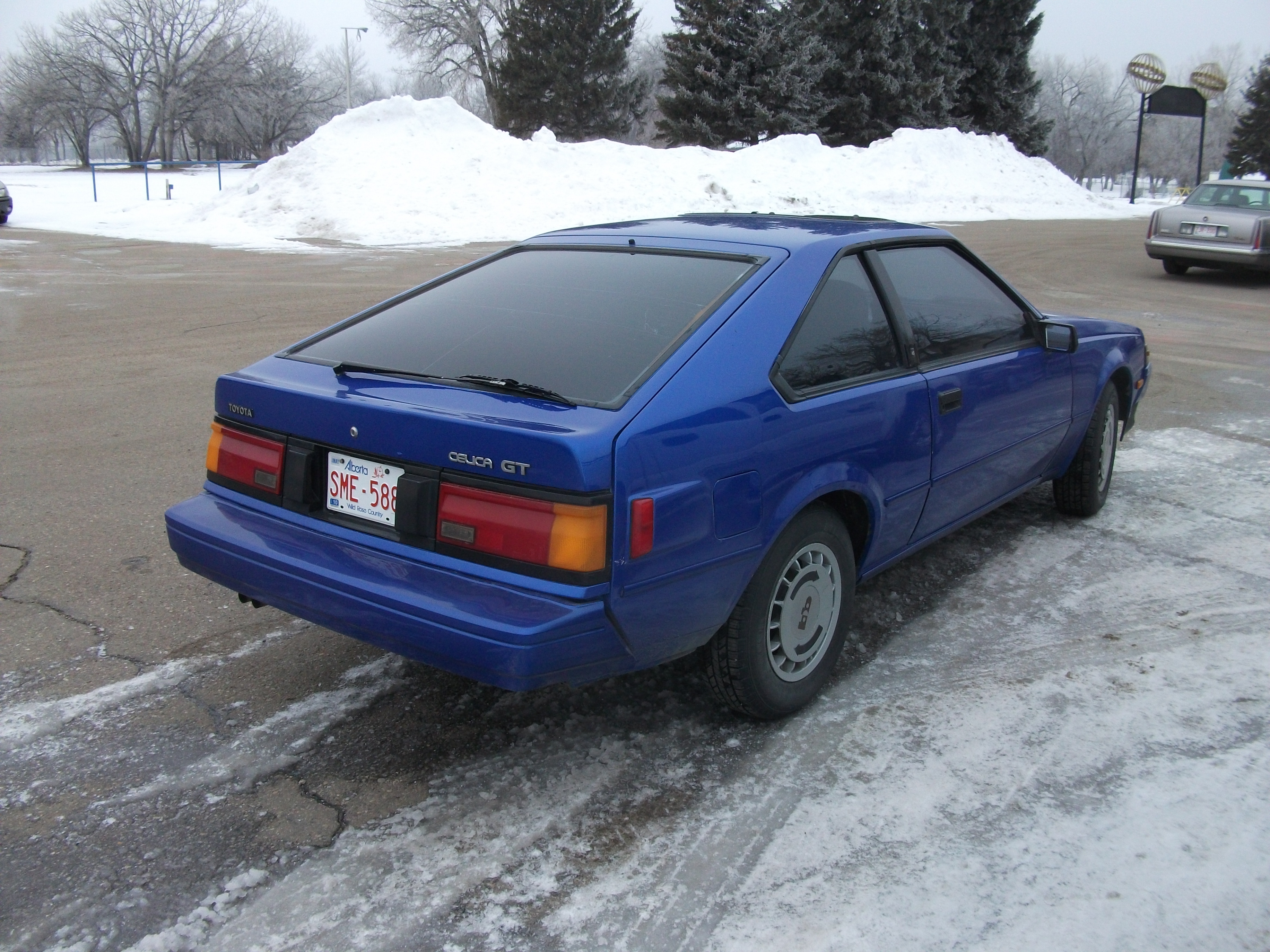
リフトバック 2.4 GT（北米市場）リア

### GT-TS
ツインカム・ターボが登場した1カ月後の1982年10月にグループBカーとなるGT-TS（TA-64型）が発売された。この車は当時のFISAのグループBカーの基となる200台生産が要求される型であり、この中からさらに高度な改造を施した20台のエボリューション・モデルを製造することができた。純粋なラリーカーのベース仕様車であり、改造を前提とした簡素なモデルのために、価格も市販量産型のGT-Tよりも10万円安価な169万円である。同時期に日産自動車が同様の目的で準備した日産・240RSが改造を要しないラリー仕様で200台生産されたこととは対照的な手法を採った。
エンジンは、市販型1.77 Lの3T-GTEU型のボアを0.5 mm拡大しボア85.5×ストローク78.0 mmとした排気量1.791 Lの4T-GTEU型が搭載された。これは競技規定でターボチャージャー付エンジンは係数1.4を掛けた値の排気量でクラス分けされるため3T-GTEU型では2.5 L未満のクラスに入れられてしまうことを避け、タイヤ巾のより広い3.0 L未満のクラスに入れるようにという配慮からである。エンジンに関する変更はこのボア拡大のみで160 hp/6,000 rpm、21.0 mkg/4,800 rpmといった値は3T-GTEU型と同じ。
当時の4気筒エンジン搭載のセリカの市販車には、後輪サスペンションが上位グレードの独立型セミトレーリングアーム式サスペンションと下位グレードの固定型4リンク式リジッドの2種類があった。ツインカム・ターボエンジン搭載の市販車は全て前者で、GT-TSは改造度の高さとラリー競技での整備性の高さから固定型サスペンションを採用していた。
ボディもスポイラーやオーバーフェンダーといった付加物は装着されておらず、フロントフェンダーの素材が鋼板から「R-RIM」と呼ばれるウレタン樹脂になったのが唯一の変更点である。車両重量は主にリアサスペンションの変更により標準のGT-Tよりも約35 kg軽量化された1,110 kgとなっていた。

## 4代目 T160型（1985年 - 1989年）
1985年（昭和60年）8月、4代目にモデルチェンジし、プラットフォームが前輪駆動レイアウトとなる大変革となった。FFコロナ/カリーナのフロアパンをベースにしているため、型式も同じ「T」となり、セリカにはコロナクーペとカリーナEDという姉妹車が生まれた。
『流面形、発見さる。』の広告コピーが象徴するように、スタイリングは、先代モデルの後期型を流動感ある曲線でなめらかに整形したかのようなラインを採用し、その後のトヨタ車やダイハツのクーペ風軽自動車「リーザ」にも影響を与えた。日本国内におけるセリカのボディタイプはリフトバックのみとなり、ノッチバッククーペは日本国外専用となったが、日本国内では車名とフロントエンドのデザインを変更し、コロナクーペとしてトヨペット店で販売された。また、4代目からリフトバックのことも「クーペ」と呼ぶようになった。
1986年（昭和61年）には、3S-GTE型 2.0 L DOHCターボエンジンに、トヨタ初のベベルギア式センターデフ（手動デフロック付き）をもつフルタイム4WDを組み合わせた『GT-FOUR』（ST165型）が登場。GT-FOURは映画『私をスキーに連れてって』の劇用車として登場し、映画のヒットとともにスキーリゾート向けのデートカーとしての人気を不動のものとした。
1987年（昭和62年）8月のマイナーチェンジで2,000 cc・ハイメカツインカム（3S-FE）搭載の ZR を追加。1.6 L DOHC（4A-GE）車及び最廉価グレードの SV を廃止。同時にGT-FOURのセンターデフの作動制限が、任意手動式のロックから操作不要のビスカスカップリングに変更された。
1987年（昭和62年）10月にはトランクルームを持つ専用ボディーのコンバーチブル（ST162C型）が日本でも正式にラインナップに加わり、3S-FEエンジンを搭載して発売された。コンバーチブルは米国のASC（アメリカン・サンルーフ・コーポレーション＝現アメリカン・スペシャリティ・カーズ）によってオープン化改造を行っており、太平洋を往復する生産ラインが後のモデルのコンバーチブルでも継承されることになった。
1988年（昭和63年）5月には1.8 L車もハイメカ・ツインカム（4S-Fi）となり、これでセリカ全車が DOHC 化された。
ST165型 GT-FOUR を含め、当代はすべてレギュラーガソリン仕様である。
生産終了前月までの新車登録台数の累計は3万9,992台。

## 5代目 T180型（1989年 - 1993年）
1989年9月6日、セリカは5代目にモデルチェンジ。CMにアメリカの俳優 エディ・マーフィを起用。 先代のイメージを踏襲しつつ、ニューエアロフォルムと呼ばれる未来感覚にあふれる個性的なスタイリングをまとって登場した。プラットフォームは先代をベースとしていながら、サスペンションのリファインが行われて剛性が上げられている。さらにフルタイム4WDであるGT-FOURのリアデフには、日本初のトルセンリミテッド・スリップ・デフを装着した。限定車として、油圧制御式アクティブサスペンション装着車が用意された。オーディオは10スピーカーのスーパーライブサウンドシステムがオプション設定された。2ドアクーペも用意され、アメリカやカナダ等の北米地域(アメリカ自治領含む)で販売された。
ラリー競技への参加用車両として、クロスミッションを標準装備したラリーベースグレード「GT-FOURラリー」が設定された。オーディオ、エアコン、パワーウィンドウなどの快適装備が省略された以外にも、標準装備されるタイヤはほかのグレードよりも1サイズ細いものが装着され、アルミホイールはオプション設定もされなかった。
1990年8月には、先代と同様に輸出仕様車のみの設定のクーペボディを、ASCによって改造されたコンバーチブル（ST183C型）を追加した。3S-GE型エンジンとデュアルモード4WSが搭載され、上級グレードとして本革シートを装備したTYPE-Gが新たに設定された。GT-FOURには前後ブリスターフェンダーにより、ワイドボディ化されたGT-FOUR A（ST185H型）が登場した。Aはアドバンスを意味する。
1991年8月にはリアコンビネーションランプやフロントとリアの細部の意匠が変更された（エンブレムがトヨタマークに変更）。ドア内にサイドインパクトビームが追加され、後席3点式シートベルトが装備された。トランスミッションはシンクロナイザーが強化されるなどのマイナーチェンジが実施された。標準ボディとワイドボディ2種類が混在していたGT-FOURは全てワイドボディ化され、GT-FOUR Aはラインナップから消滅した。またGT-FOURは標準装備のタイヤとホイールが15インチ化されている。
同年9月、WRC用のホモロゲーションモデルGT-FOUR RCが発表された（RCとはラリー・コンペティションの略）。生産台数はグループA規定の5,000台で、日本国内ではそのうちの1800台が販売された。輸出モデルはカルロス・サインツ・リミテッドエディションと呼ばれた。
1992年8月には ダークブルーマイカメタリックのボディーに青い幌のLIMITED 300も国内300台限定販売された。
1993年9月 - 生産終了。在庫販売のみとなる。
1993年10月 - 6代目と入れ替わるかたちで販売終了。販売終了前月までの新車登録台数の累計は7万4,115台。

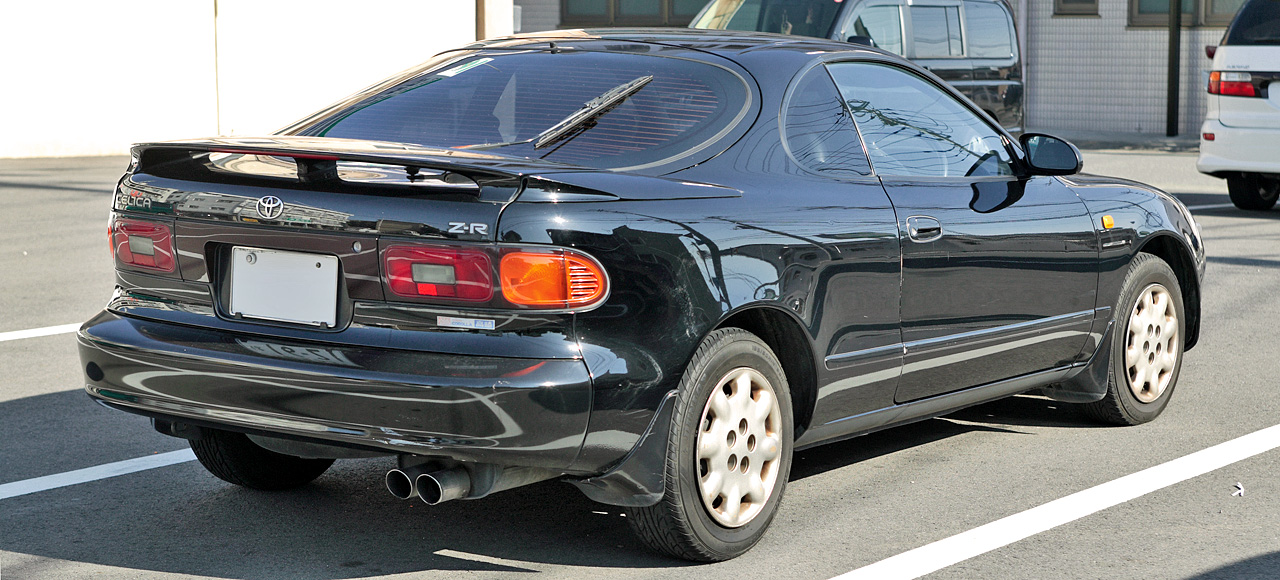
リフトバックZ-R
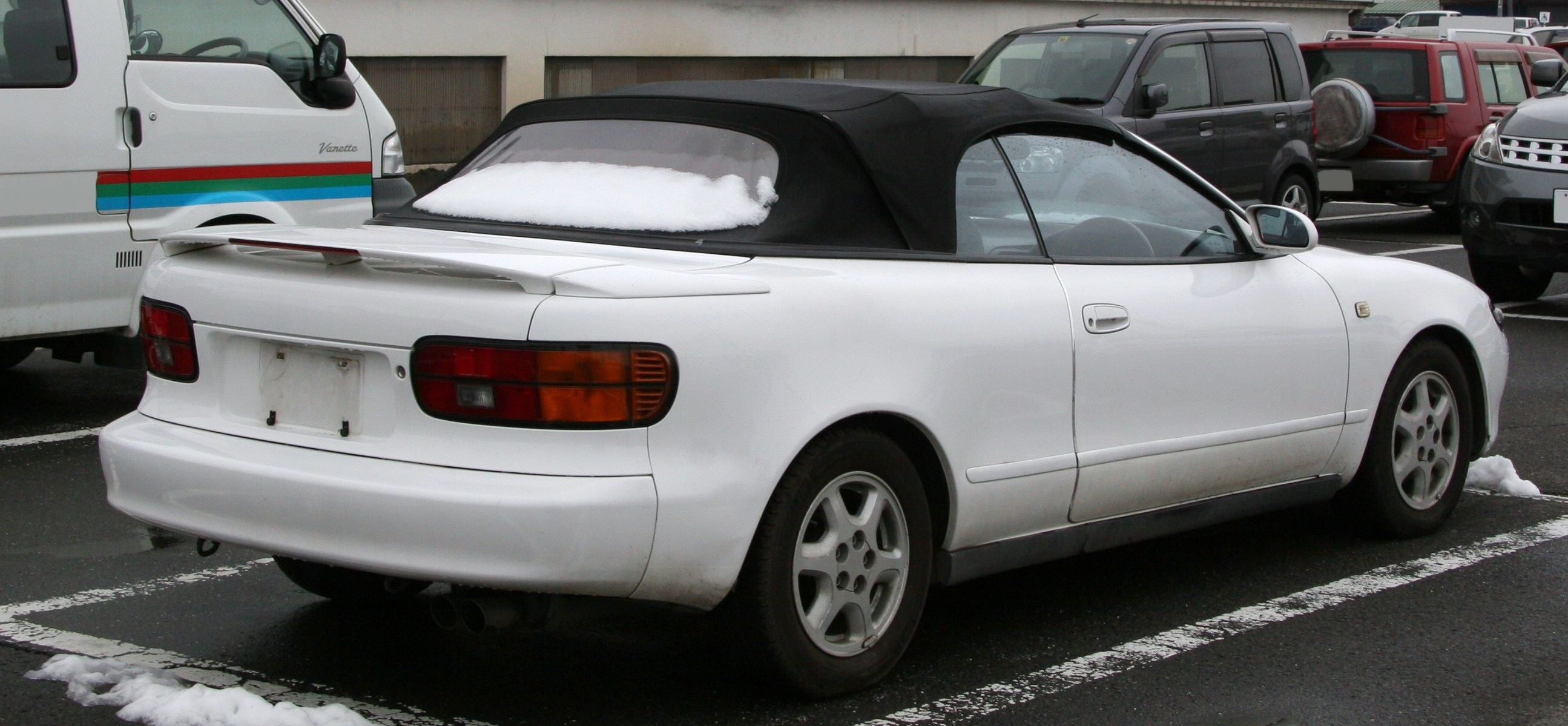
コンバーチブル
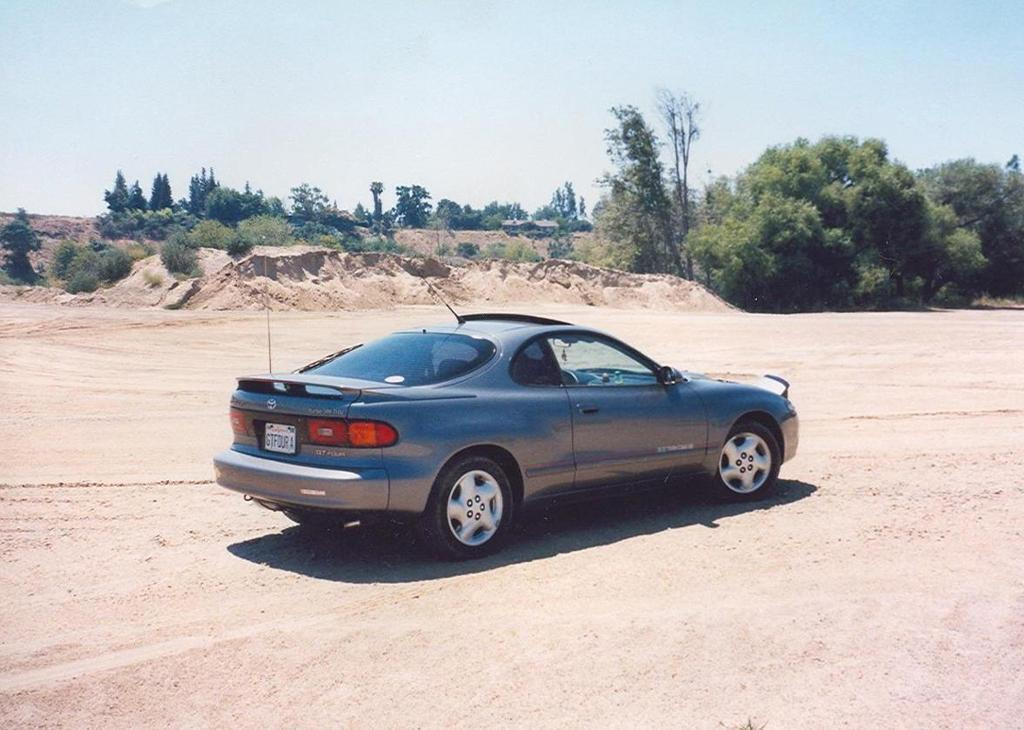
リフトバックワイドボディGT-FOUR / オールトラック ターボ (アメリカ合衆国)

## 6代目 T200型（1993年 - 1999年）
1993年10月にフルモデルチェンジを実施し6代目となる。新設計のシャシはカリーナEDおよびコロナEXiVと共通で、全モデルが3ナンバー化されるとともに剛性が向上した。重量は20 kg程度軽量化（ST205,ST185前期型比）されている。
自然吸気（NAモデル）から先行発売され、ラインナップはハイメカツインカム3S-FE（140 PS）搭載のSS-Iと、スポーティツインカム3S-GE（MT:180 PS/AT:170 PS）搭載のSS-IIの2グレード。SS-IIにはセリカとしては初採用のスーパーストラットサスペンション装着モデルも設定された。スーパーストラットモデルのMT車にはビスカスLSDが搭載され、オプションでスポーツABSも選択可能とし、スポーティ性を高めた。2ドアクーペも用意され、アメリカやカナダ等の北米地域（アメリカ自治領含む）で販売された。
1994年2月、WRCホモロゲーションモデルのGT-FOUR（ST205型）が登場。搭載される3S-GTE型DOHCターボエンジンは、レーザークラッドバルブシートやインジェクター容量の拡大（430 cc → 540 cc）、メタルガスケットの採用、Dジェトロ燃料供給方式や水冷式インタークーラーなどにより、最高出力255 PSを発生する。駆動方式は先代同様フルタイム4WDだが、スーパーストラットサスペンションを装着しブレーキも対向4ポット（前）、対向2ポット（後）のアルミキャリパー4輪ベンチレーテッドディスクとなり制動力が向上した。また、大型リアスポイラーやフードエアスクープ、ウォータースプレー、ミスファイアリングシステムなどを装備したWRC仕様車が、日本国内限定2,100台で販売された。このGT-FOURは、TTEのオベ・アンダーソン監督の意見を取り入れて造られていた。
1994年9月、日本国内では3代目となるコンバーチブル（ST202C型）を発売。ASCが引き続き手がけた電動幌開閉装置は先代までの油圧式からオール電動モーターに変更され、3分割のレールが外側に広がりながら重なり合う「アウターフォールド機構」の採用で省スペース化を実現した。後部座席幅は260 mm広がり、大人男性2人でも窮屈にならない程度に改善された。また、リアウインドウに初めてガラス（電熱線入り）を採用。幌を閉じた状態はクーペタイプに見劣りしないスマートなシルエットとなった。重量と剛性を確保するため、ST183Cなどと同様に北米仕様のセリカクーペをベースとしているため、ST200型セリカクーペのフロントマスクを日本独自のデザインにして販売していたカレンとは、トランクパネルやテールランプなどリア周辺の部品が共通となっている。
1997年12月、マイナーチェンジを実施。特にSS-II、SS-IIIに搭載される3S-GEエンジンにはVVT-iが採用され、BEAMSと称された。VVT-i採用に伴って、オイルポンプの吐出量の増量化、オイル通路の新設、プーリーの追加、タイミングベルトカバーの形状変更、タイミングベルトの歯数・材質の最適化がなされた。その他、エンジン関係の変更点としては、シリンダーヘッドガスケットのメタル化や、バルブ挟み角の変更、ピストンの軽量化、インジェクター噴射口数の増加、ダイレクトイグニッションの採用が挙げられる。エンジン補機類の変更点としては、熱線式エアフロメーターの採用、サージタンク容量の拡大、フライホイールの軽量化、スロットルボア径の拡大、インテークポートにポートファンネル形状の採用、ステンレス製等長エキマニの採用、触媒の小型化、新ダイアグノーシスの採用（国際規格化）、熱害警告装置の廃止（全グレード）などがある。以上のようなフルモデルチェンジにせまる改良の結果、最高出力と燃費を大幅に向上させている（200 ps）。同時にエクステリアも変更を受け、マルチリフレクター（ハイビーム）プロジェクター（ロービーム）ヘッドライトを採用、GT-FOURとSS-IIIには大型リアスポイラーやサイドマッドガードが標準装備された。インテリアの変更点は、メタル調パネルの採用（全グレード）や、エアバッグの小型化（全グレード）、ホワイトメーターの採用（3S-GE搭載車）などがある。以上のような目まぐるしい改良が行われたにもかかわらず、販売的には苦戦を強いられ、わずか1年半後には次期モデルにバトンタッチすることになった。
HKSの手によってチューニングされたST202型は、日本メーカーの前輪駆動車として初めて0 - 400 m加速で10秒を切るタイムを出した。
1999年8月に生産終了。在庫対応分のみの販売となる。販売終了前月までの新車登録台数の累計は8万9810台。
1999年9月、7代目にバトンタッチして販売終了。GT-FOURとコンバーチブルは7代目では市販に至らず、当代が最後となった。その後のトヨタの4WDスポーツカーは2020年販売開始のGRヤリスまで途絶えることになる。

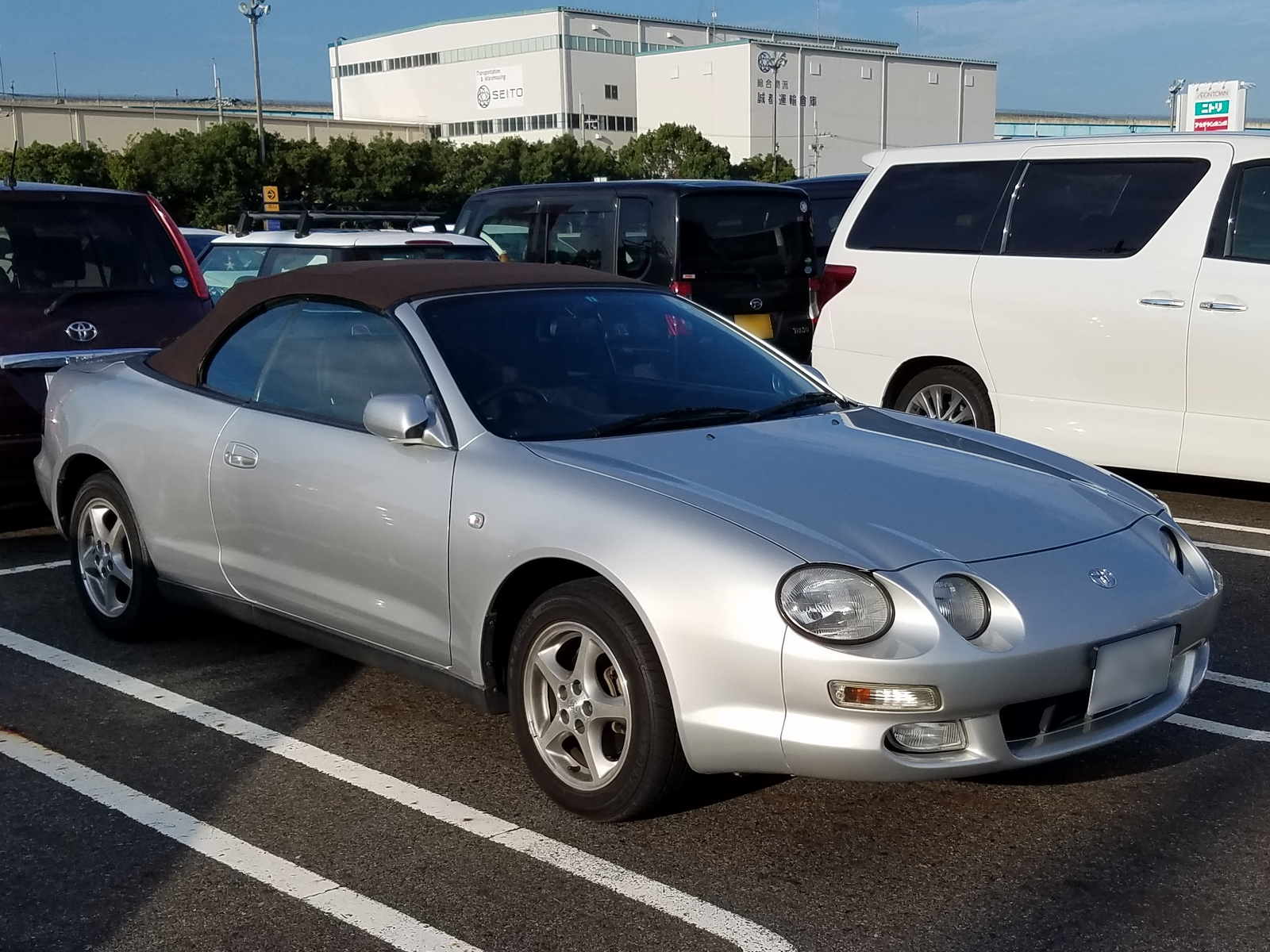
後期型 コンバーチブル
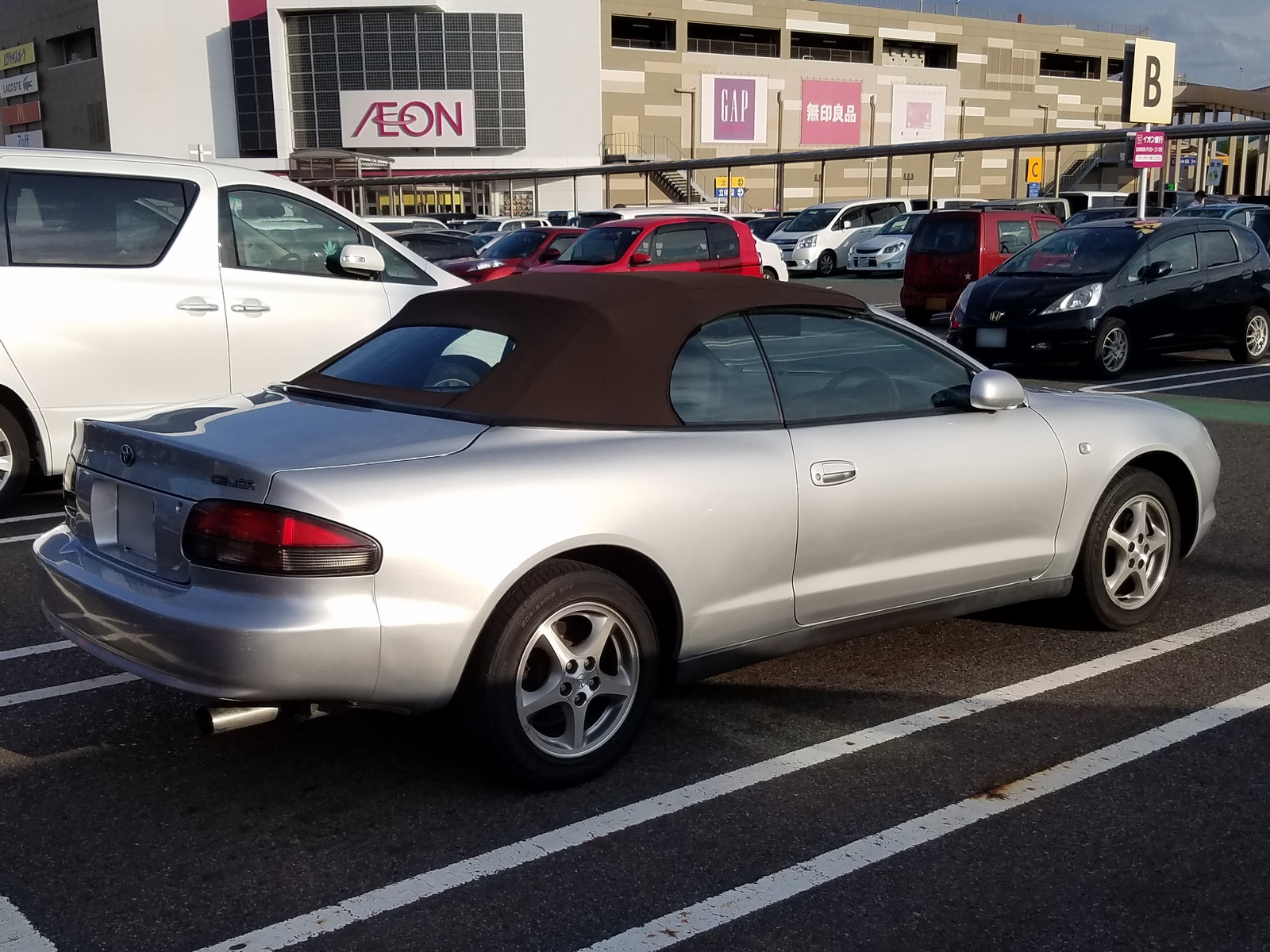
後期型 コンバーチブル
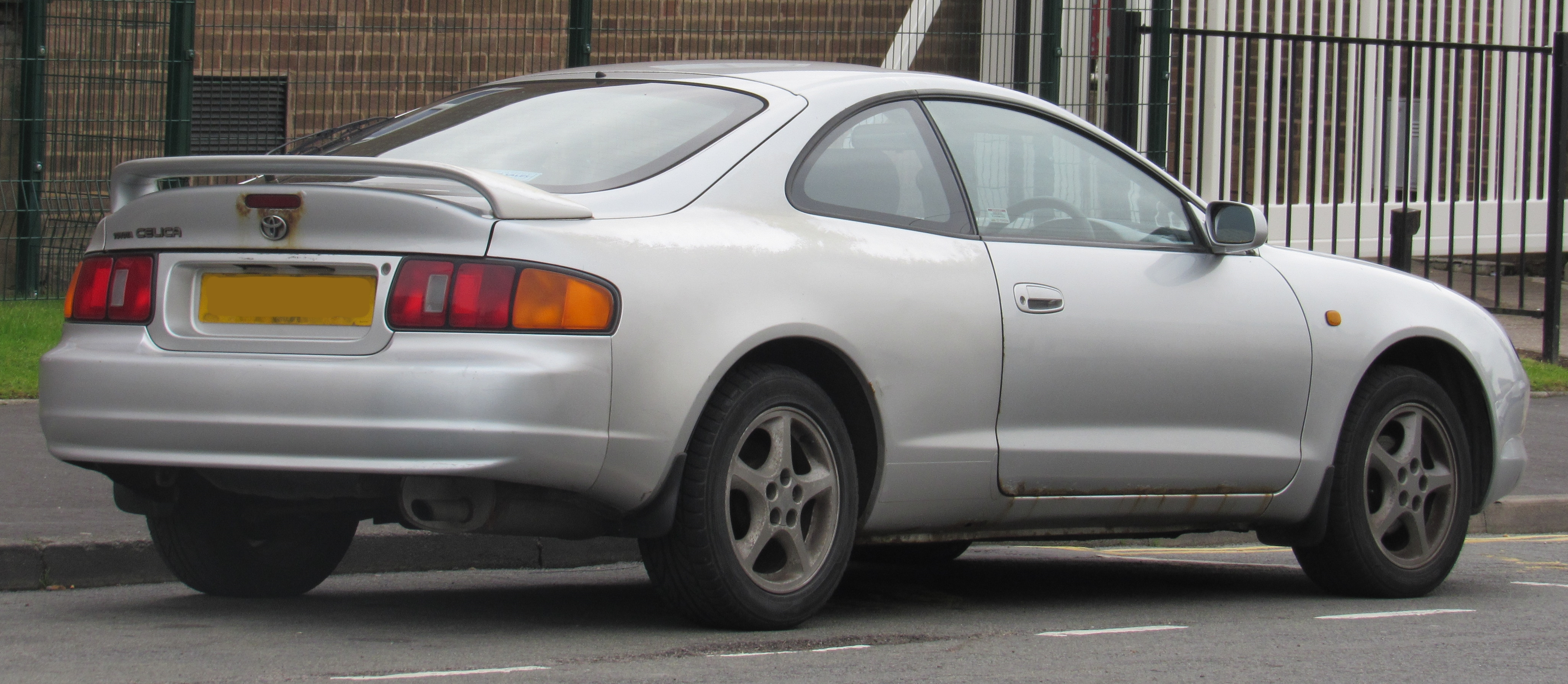
リフトバック

## 7代目 T230型（1999年 - 2006年）
1999年9月にフルモデルチェンジ。CALTYが外装デザインを手がけた、縦長のヘッドランプと短めの角ばった段差を持ったリアデッキが特徴。
ダウンサイジングしたボディは前輪駆動専用設計（4WD「GT-FOUR」の設定はなし）となっており、ロングホイールベース、ショートオーバーハングとなり、高速走行時の安定性向上を高めた。また、路面追従性・運動性を高めるためにリアサスペンション形式がバイザッハアクスル式ダブルウィッシュボーンとなっている。すでに同一プラットフォームのFF仕様リアサスペンションは、コスト等の兼ね合いからトーションビームの固定車軸となっており、ハンドリングが重視されるスポーティーカーには不向きであったため、同プラットフォームを用いた既存の5代目ビスタ、およびビスタアルデオの各4WD仕様をベースに仕立てたものである。同様の手法は、のちの3代目カルディナや2代目アベンシス（ただし、日本仕様は初代扱い）、初代オーリスの兄弟車のブレイドでも行われている。
新設計のZZ系エンジンは、先代から200 cc排気量ダウンした1.8 Lとなったが、トップグレードSS-IIが搭載する2ZZ-GE型エンジン（ハイオク専用指定）は連続可変バルブタイミング・リフト機構（VVTL-i）を備え、190 PSを発揮する。エントリーグレードのSS-Iは実用エンジンの1ZZ-FE型を搭載しているが、同型エンジンを積む車種の中では最も出力の高い145 PSとなっている。なお、環境性能はSS-I、SS-IIともに☆1つの「平成12年基準排出ガス25%低減レベル」となっている。
軽量化と自然吸気エンジンへの回帰は、開発時期が重なっていたMR-Sでも同様であり、パワー＆ドライブトレーンを共有する両車は、一部の実験データを共有している。ともにそのハンドリングは、イギリスでの評価が特に高い。
GT-FOURが廃止され、車格の低いカローラレビン/スプリンタートレノとの統合を実施し、さらに排気量も小さくしたこともあって、ライトウェイトクーペへとコンセプト変更している。その結果、同グレードの先代から60 - 90 kgの軽量化を果たしている。特にSS-IのMT車に至っては車両重量1,090 kgと、SS-IIのMT車よりも30 kg軽く、スーパーストラットパッケージ車と比較で50 kgの差が発生している。SS-Iでは、SS-IIと比べて内装・外装を適度に省略/簡略化し低価格を実現している。SS-IIとの仕様、装備の差は、1ZZ-FE型エンジン (145 ps)、リアはディスクでなくドラムブレーキ、電動格納が省略されたドアミラー、マニュアルエアコン、本革でなくウレタンステアリングとウレタンシフトノブ、リアスポイラーなし、マフラーカッターなし、60扁平。これにより、SS-Iは発売当初で標準価格は168万円となった。ただし、その後のマイナーチェンジにより価格が若干上がっている。
2006年4月、販売終了。ここまでの国内新車登録台数の累計は2万7013台。これによりセリカは7代36年の歴史に幕を閉じた。

## モータースポーツ

### A20/30型

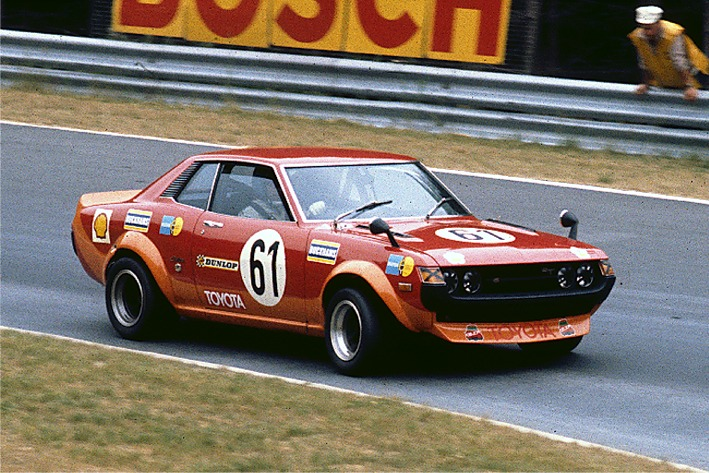
スパ24時間に参戦するセリカ1600GT

トヨタがアンダーソン・モータースポーツ（現・TGR-E）と契約して最初のラリーであるRACラリーに、TA22型セリカでデビュー、9位で入賞した。翌年開幕したWRC（グループ2）には最高出力を135 PSまで上げたTA22型で参戦。1974年からはカローラレビンがメインとなりセリカはサブ車両となるが、1976年からは再びセリカ（RA20型）にメイン車両を戻した。エンジンは18R-Gを1.968 Lにボアアップ、最高出力200 PS。1978年まで活躍した。
また1972年には見崎清志が1600GTを駆り、マカオGPで初のクラス優勝を達成。1973年にはニュルブルクリンク6時間レースと、スパ24時間レースでもクラス優勝を収めるなど、世界中でセリカは活躍を見せた。1977年にはドイツツーリングカー選手権に、シュニッツァーが製作したRA20ベースのセリカLBターボがグループ5クラス(シルエットフォーミュラ)へ出場した。またこれを1979年にトムスが輸入し、日本国内レースでも活躍している。

### A40/50型
1978年WRCの1000湖ラリーからRA40型（最高出力230 PS）が参戦。1981年にはアイボリーコーストラリーにて準優勝を飾る。なお、1979年のRACラリーからDOHC4バルブのエンジン使用が許可されたため、ベース車両はRA63型に移行。
1982年のニュージーランドでアウディ・クワトロ勢を破って優勝を収めている。
また、1977年のF1日本GPで、オフィシャルカーとして、LBモデルが使用された。

### A60型

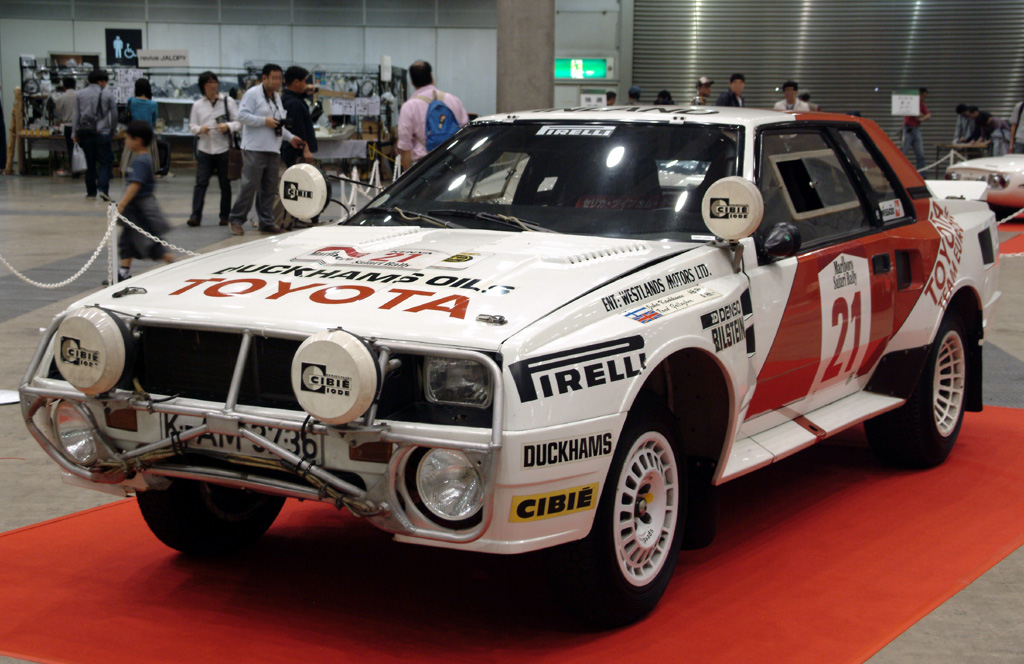
1984年のサファリラリーで優勝したTA64 (894B)

それまでのRA63のグループ4カーを代替する競技車両として、前年に発売された200台生産のGT-TSから高度な競技専用の改造を施した20台のエボリューション・モデルが西ドイツのケルンを本拠地とするトヨタ・チーム・ヨーロッパ (TTE) で1984年に製造されグループBの公認を取得することになった。エンジンの開発とテストは日本で行い、車両の開発はドイツのTTEで行った。
エンジンは、ベースの排気量1.791 L の4T-GTEU型をボアφ89×ストローク84 mmとして規定いっぱいの2.09 L（換算値2.926 L）まで拡大した360英馬力/8,000 rpm、35.0 mkg/5,200 rpmの4T-GT改となった。ターボチャージャーはそれまで他のセリカのレースカーで使用していたエアリサーチ社のものからラリー競技での実績やサービス性を考慮してTTEと同じドイツのKKK製K27型を採用した。吸気側のインタークーラーに備えたリリーフバルブと高度調整装置付きウェイストゲートバルブによりいかなる気圧環境下でも0.8 kg/cm2の過給圧を保つことができた。燃料供給方式はトヨタグループの日本電装（現デンソー）製のEFI、点火方式は日本電装製の電子制御ESAを採用した。
ターボチャージャー以外にもレース用部品を多用しており、変速機はトヨタとヒューランドが共同開発したドグクラッチ式5速マニュアルトランスミッション、クラッチはボーグ&ベック（現ボルグワーナー）製、デファレンシャルと後輪車軸はソールズベリー製、ブレーキは4ピストンキャリパーのAPロッキード製を使用していた。タイヤはピレリ製の前165-16、後195-15という大径細身のものを採用し、ホイールは当初マグライト製を使用していたが、のちにスピードライン製に変更した。
ボディ側では、前後重量配分を改善すべくエンジン、変速機の位置を後方へ100 mm移動させ、トランクリッド上にはトランク内に設置されたドライサンプ式オイルタンク用のオイルクーラーが搭載していた。市販車ではライズアップ式であったヘッドライトが重量と信頼性を重視した固定式となり、大きく張り出した前後のフェンダーを含む多くの外板が軽量な樹脂製に交換されていた。
後輪駆動のTA64はアフリカのラリーで真価を発揮し、1984 - 1986年のサファリラリー、1983・1985・1986年のアイボリーコースト・ラリー、1986年のコートジボワール・ラリーで優勝を飾っている。
また、日本初のグループCカーとして、トムスと童夢が共同開発したマシンのイメージ車両はセリカであった（トムス童夢・セリカC）。

### T160型
グループBとグループS構想が急遽廃止されたため、1987年のトヨタ・チーム・ヨーロッパ（TTE）はスープラ（前期型・7M-GTEUを搭載し最高出力410 PS）をST165型までのつなぎとした。グループA規定の5,000台の販売規定をクリアした1988年にようやく四輪駆動、X-TRAC製6速ミッションを搭載したST165型のGT-FOURを投入した。しかし他メーカーとは違い、ラリーで使うことを想定して開発されたわけではないST165型の開発は難航した。ユハ・カンクネンは最初にドライブしたときこのマシンの素性・フィーリングを高く評価したが、一方でエンジンパワーと信頼性の不足に悩まされ続けた。しかし4WD技術、信頼性、軽量化、セッティングなどさまざまな面での熟成が進んだ末、1990年ついにランチアの牙城を破り、カルロス・サインツが日本車初のWRCタイトル（ドライバーズチャンピオン）をもたらし、並行参戦していたアジアパシフィックラリー選手権 (APRC) でもサインツがチャンピオンとなった。
またT160型はTRD USAとオール・アメリカン・レーサーズによってIMSA GT選手権のGTOクラスにも投入され、1987年にクラスチャンピオンとなる活躍を見せた。

### T180型

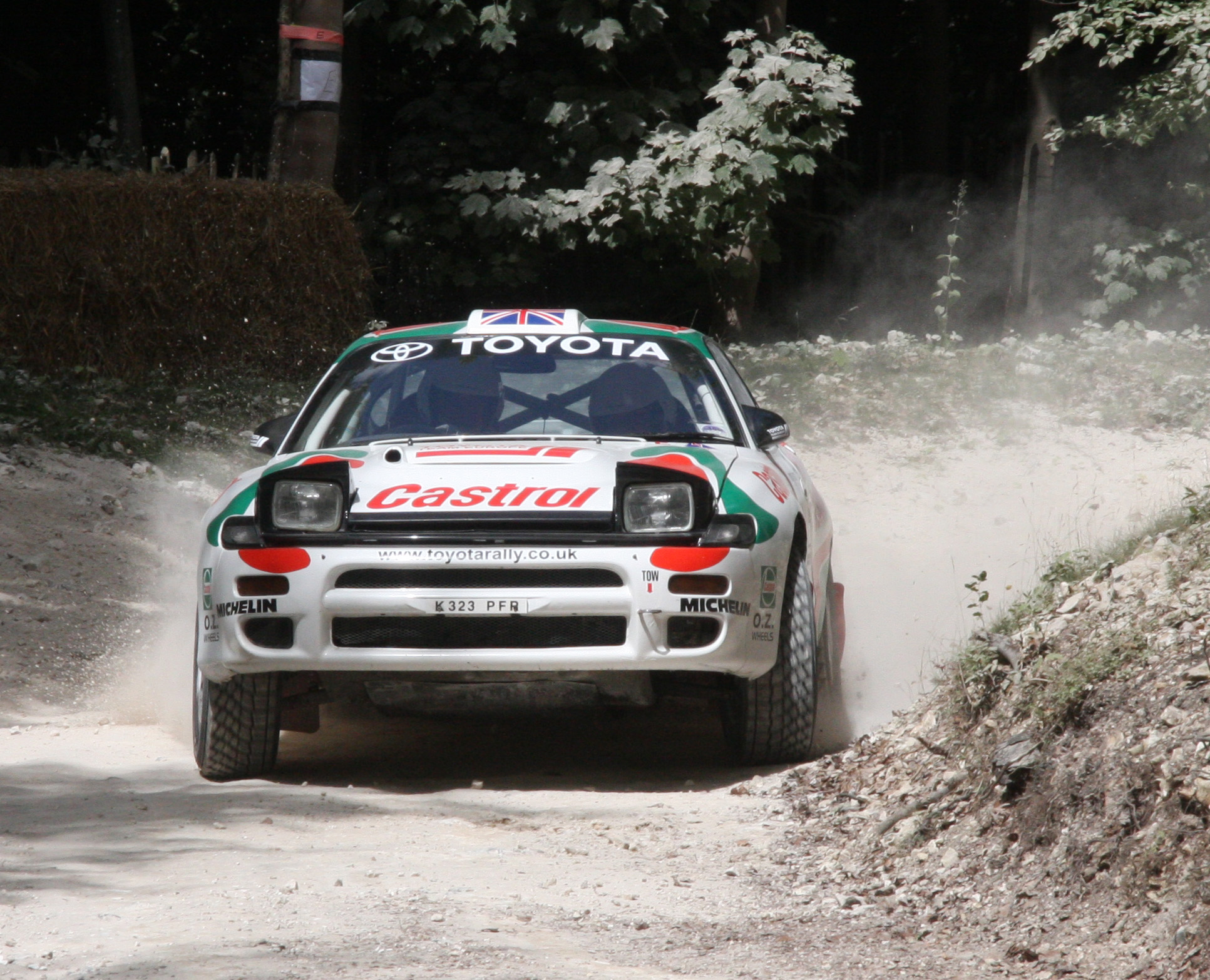
WRC二冠を獲得したST185

1992年にWRCに登場。空冷式インタークーラーとツインエントリーセラミックタービンを搭載した標準のGT-FOURに対し、GT-FOUR RCは冷却性能が車両の姿勢に左右されにくい水冷式インタークーラーと、耐久性を重視して金属製のタービンブレードを使用したターボチャージャーが搭載された。ワイドボディ化によりタイヤ選択の幅が広がり、ブレーキサイズの拡大により制動力が向上。1992年に再びカルロス・サインツがドライバーズタイトルを獲得すると、1993年にはユハ・カンクネンとともに、日本車初となるWRCマニュファクチャラーズに加え、やはり日本車初となるドライバーズとのダブルタイトルをもたらした。1995年には藤本吉郎が、ST185型で日本人としては初のサファリラリー優勝を飾っている。

### T200型

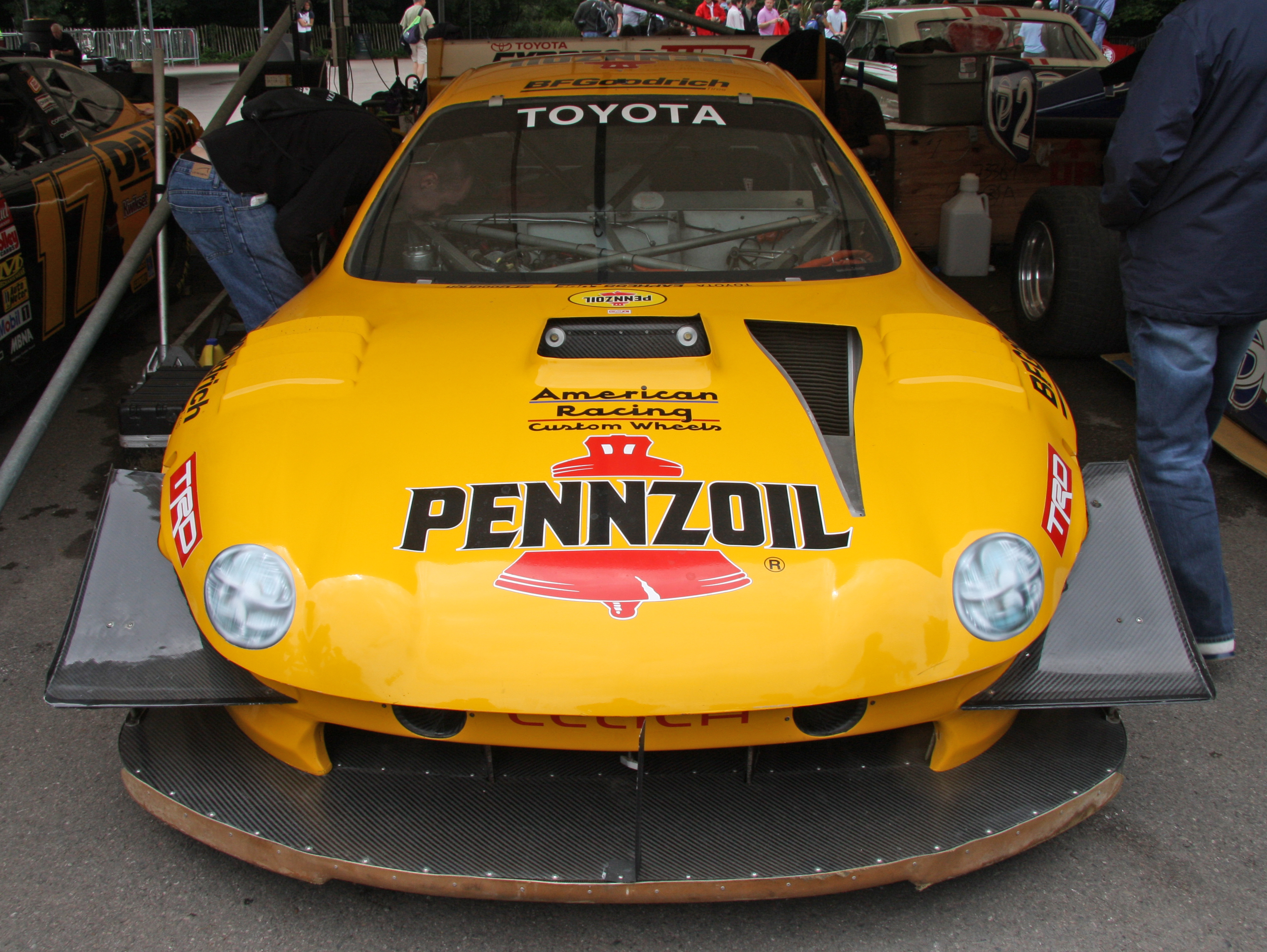
1994年のパイクスピークでは200系の外観を持つ「セリカGT AWDターボ」が総合優勝しているが、実際のセリカとの共通点はウインドウのみ。

WRCでは1994年8月の1000湖ラリーから参戦予定だったが、直前になっても車両の開発状況は思わしくなかった。特にスーパーストラットサスペンションによるハンドリングのセッティングは難航し、結局9月に2リッター・ワールドラリーカップとして開催されたラリー・オーストラリアでのデビューとなる。この年は前半がST185であったこともあり、トヨタにとって2年連続2冠制覇となった。また同年はディディエ・オリオールがフランス人初のドライバーズチャンピオンに輝いている。
しかし、重い車体と決まらないハンドリング、縮小されたリストリクターによる出力低下にチームとドライバーは悩まされ続け、WRCでの勝利は1995年のツール・ド・コルスのみ。ツール・ド・コルスでは最低重量を下回るまで軽量化が進むが、出力低下には対応できず、さらには同年のラリー・カタルーニャで、リストリクターに車両規定に違反する細工が施されていたことが発覚した。これはターボチャージャーへの空気流入量を制限するリストリクターが、ターボチャージャーへの取り付けを行う過程でスライドし、その隙間から多量の吸気を得る、車検担当者の目を欺く仕組みのものであった。結果、この1995年の全ポイント剥奪およびWRCへの1年間の出場停止処分がFIAによって下され、ST205型でのトヨタのWRC活動は2年足らずで終了した。所定の出場停止期間に加え、もう1年活動を自粛したトヨタは1998年にWRCに復帰するが、このときは新規定であるWRカーのカローラWRCでの参戦となっている。
WRCでは目立った結果を残せなかったST205型だが、ヨーロッパラリー選手権（ERC）ではアルミン・シュヴァルツが年間王者を獲得している。
全日本GT選手権（JGTC）では、RACING PROJECT BANDOHが全日本ツーリングカー選手権（JTCC）の前輪駆動コンポーネントを流用してGT300クラスで運用し、通算2度の優勝を記録。シリーズランキングでも1998年2位、翌年3位につける活躍を見せた。

### T230型
2000年にトヨタがNASCARの統括するレース（グッディーズ・ダッシュシリーズ）に初挑戦する際のベース車両として用いられた。V6エンジンを搭載したストックカーのセリカは、2001年と2002年にランキング2位となり、2003年にドライバーズチャンピオンを獲得した。
SUPER GTのGT300クラスにはZZT231型セリカが2003年第3戦から登場。2003年度はウェッズスポーツ・シグマDUNLOPの2チームがセリカを投入した。3S-GTEエンジン・フロントダブルウィッシュボーンサスペンション等、多くのコンポーネントを前年のGT500スープラから流用し、後輪駆動化されたGT300セリカはデビューシーズンで両チーム合わせて4勝を挙げるなど結果を見せた。しかし、期待された2004年シーズン以降、コーナリングマシンとした車の特性もあり、絶対的なスピード不足に苦しむなど開発も難航。それでもウェッズスポーツにより2008年第2戦までZZT231セリカが使用された。
なお、ウェッズスポーツで運用された後のGT300車体は、しばらく坂東商会店舗で見学可能(予約制)な状態で保管されていたが、最終的に500万円にて販売されていた。

### ギャラリー

1977年耐久仕様のA30型
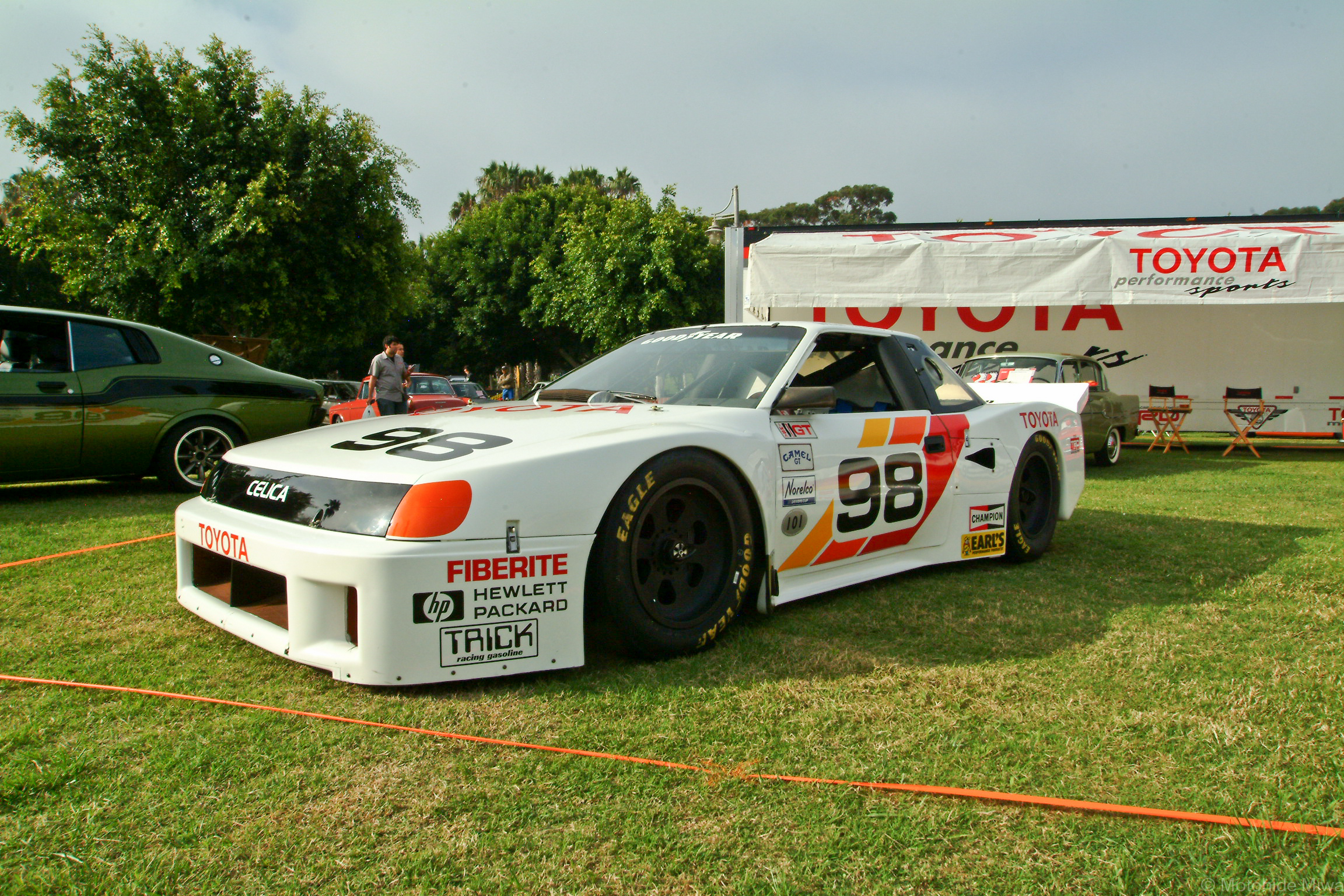
IMSAに参戦していたT160型
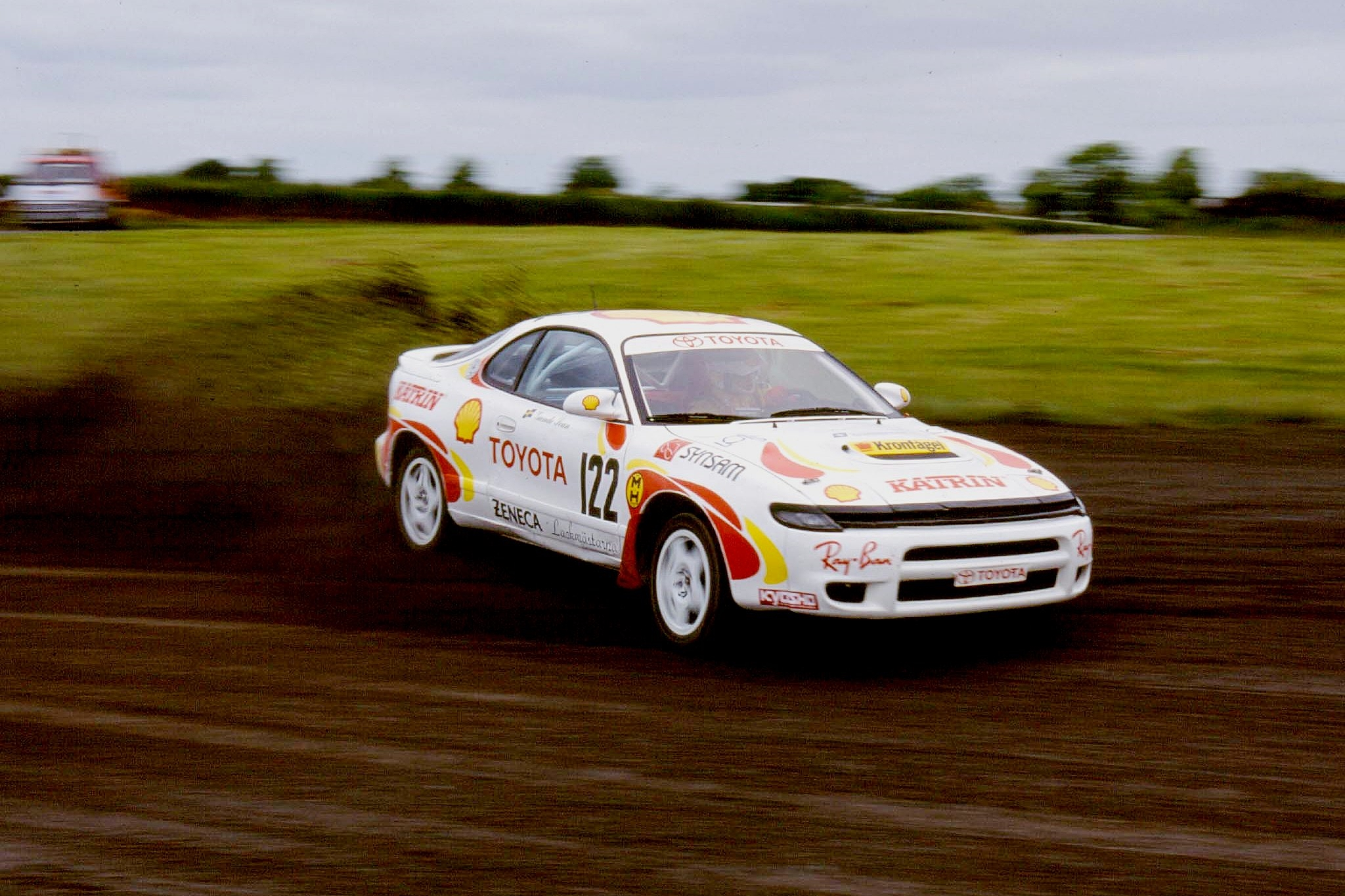
ヨーロッパラリークロス選手権のST185型
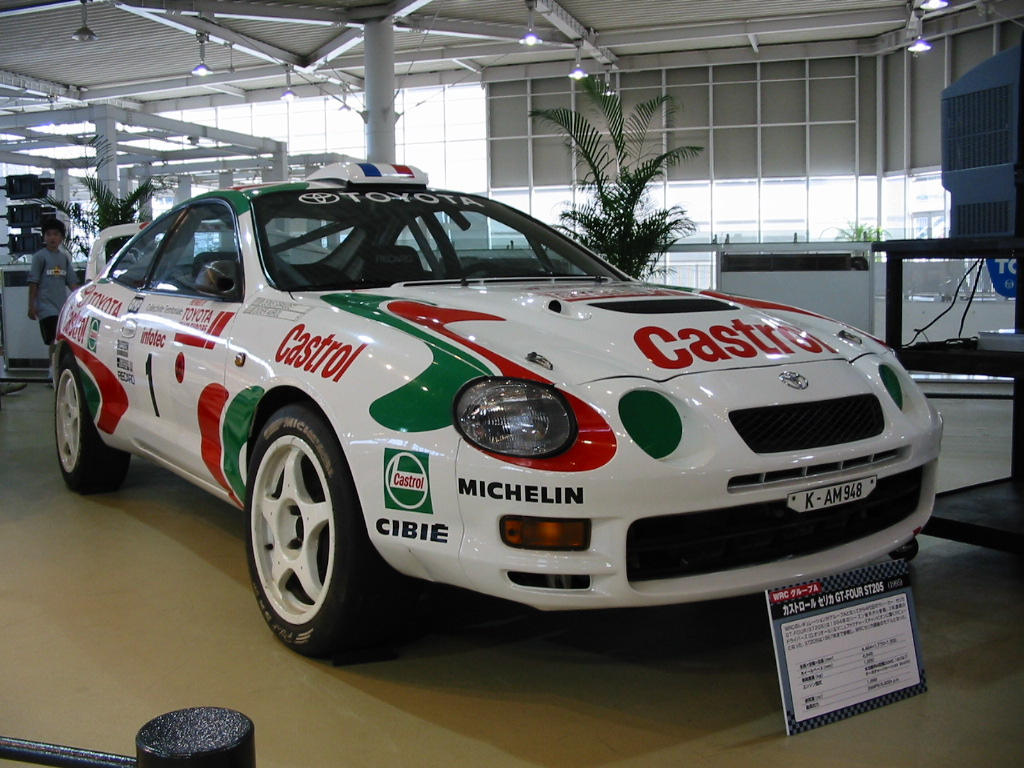
ST205型セリカGT-FOUR WRC
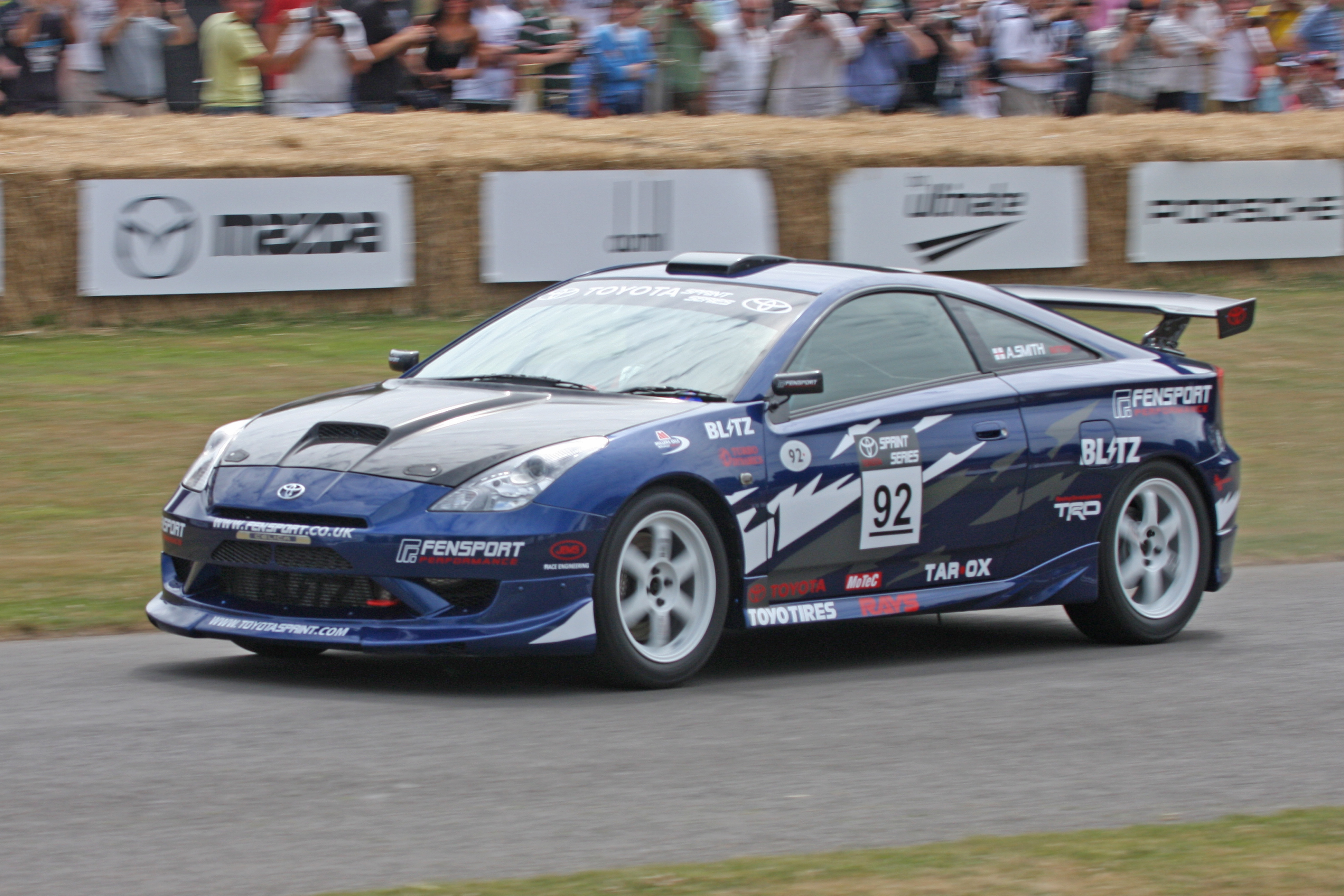
英国で開催されている、トヨタスプリントシリーズのT230型
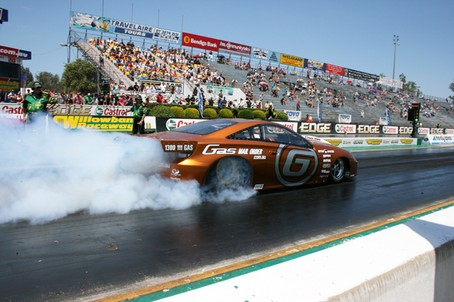
ドラッグレースのT230型
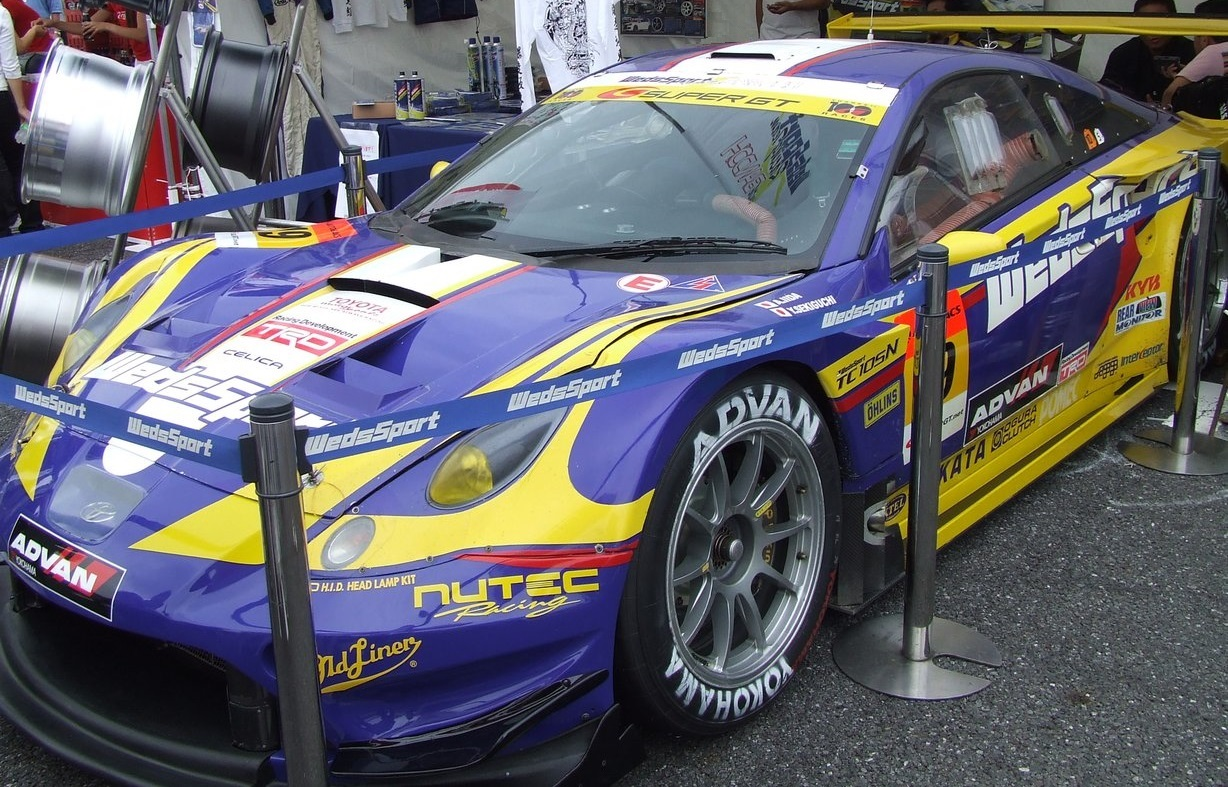
RacingProject BANDOHによるT230型 GT300 セリカ

## 車名の由来
- 「天上の、神秘的な、神々しい」という意味のスペイン語のcelicaから。

## その他
トヨタでは工場見学記念品として、見学に来た子供向けにモデルカーを配布しており、2014年現在は3代目プリウスがモデルとなっている。それ以前は歴代プリウス、2000GTだった。しかし、トヨタに寄せられた「セリカもあった」との声を受け調査が行われ、記録や図面、金型は残っていなかったが、最近になって偶然ゴミの中から実物（初代・A20/30型）が発見されたため、幻のモデルカーの実在が確かめられた。このモデルカーは現在歴代のモデルカーとともに、トヨタ会館で展示されている。展示の説明では1970年から2000GTであったとされていて、セリカの配布がいつごろ行われていたかは、記録が残ってないために明示されていない。
松任谷由実が1980年に発表したアルバム「時のないホテル」に収録されている「よそゆき顔で」には、『観音崎の歩道橋』といった具体的な地名とともに『白いセリカ』と本車種が具体的に挙げられている。
また、INABA/SALAS（B'zのヴォーカリスト・稲葉浩志とアメリカのギタリスト・スティーヴィー・サラスによるユニット）が2020年に発表した2ndアルバム『Maximum Huavo』に収録されている「CELICA」は本車種に由来しており、歌詞にも登場する。